# Chiến dịch tấn công Uman–Botoşani
Chiến dịch tấn công Uman–Botoşani hay Chiến dịch tấn công Uman-Botoshany (Уманско-ботошанская наступательная операция) là một phần của Chiến dịch tấn công hữu ngạn Dniepr do Phương diện quân Ukraina 2 (Liên Xô) tiến hành nhằm vào Tập đoàn quân 8 thuộc Cụm Tập đoàn quân Nam của quân đội Đức Quốc xã. Chiến dịch diễn ra trên chính diện rộng đến trên 500 km, có chiều sâu đến 450 km tại miền Tây Nam Ukraina. Chiến dịch này diễn ra gần như đồng thời với Chiến dịch tấn công Proskurov-Chernovtsy do Phương diện quân Ukraina 1 tổ chức ở Tây Bắc Ukraina. Kéo dài từ ngày 5 tháng 3 đến 14 tháng 4 năm 1944, đòn tấn công từ Uman đến Botoşani của quân đội Liên Xô đã thành công và chia cắt Cụm tập đoàn quân Nam (Đức) thành hai nửa. Chiếm được các vị trí có lợi trên sông Prut, Quân đội Liên Xô có lợi thế để tiếp tục phát triển tấn công sâu hơn vào România, Bulgaria và rộng ra toàn bộ khu vực bán đảo Balkan, mở ra con đường đột kích mới theo dọc sông Danube qua Hungary và Áo để tiếp cận biên giới Đông Nam nước Đức Quốc xã.
Chiến dịch này có quy mô lớn về binh lực của hai bên Liên Xô và Đức tại giai đoạn hai của các hoạt động quân sự ở Tây Ukraina năm 1944, chỉ xếp sau chiến dịch Proskurov-Chernovtsy nhưng có diện tích hoạt động lớn nhất trong tất cả các chiến dịch thuộc giai đoạn này. Ở phía Bắc, từ Rizino - Tynovka đến Redeutsi (Radauti) - Botoşani với cự ly 450 km. Ở phía Nam, từ Novgorodka đến Duboşary có cự ly 350 km. Quân đội Liên Xô đã giải phóng hoàn toàn các tỉnh Trung-Tây Ukraina và phần phía Bắc của Moldova, tương đương với diện tích lãnh thổ được giải phóng tại Byelorussia mấy tháng sau đó. Đây cũng là chiến dịch có tốc độ tấn công cao nhất của quân đội Liên Xô tại Tây Ukraina, mặc dù phải vượt qua ba con sông trong hành tiến, trong đó có sông Dniestr lớn thứ nhì Ukraina nhưng tốc độ tấn công của Quân đội Liên Xô vẫn đạt trung bình 13 km/ngày (kể cả những ngày tạm dừng chiến thuật).
Chiến dịch còn có nhiệm vụ sử dụng cánh phải phối hợp với Phương diện quân Ukraina 1 hợp vây và tiêu diệt tập đoàn quân xe tăng 1 (Đức) tại "lòng chảo" Kamenets-Podolsky. Tuy nhiên, do nhiệm vụ này không được coi trọng chỉ đạo nên các đơn vị cánh phải của Phương diện quân đã đến điểm hợp vây tại Khotyn muộn ba ngày. Và họ hầu như không đóng góp gì đáng kể vào việc hợp vây Tập đoàn quân xe tăng 1 (Đức), mặc dù quân Đức không chạy thoát về hướng Tây Nam, hướng tiến quân của Phương diện quân. Trong khi đó, cánh trái của Phương diện quân đã làm tốt nhiệm vụ hỗ trợ cho Phương diện quân Ukraina 3 tiến hành thành công Chiến dịch tấn công Bereznegovatoye–Snigirevka và Chiến dịch tấn công Odessa, đánh bại Tập đoàn quân 6 (Đức) và cùng tiến ra biên giới Liên Xô-Romania. Kết thúc chiến dịch này, Phương diện quân Ukraina 2 là đơn vị đầu tiên của quân đội Liên Xô bắt đầu các hành động quân sự trên lãnh thổ nước ngoài tại mặt trận Xô-Đức.
Cuối chiến dịch, trong tình trạng quân số hao hụt, đạn dược cạn dần, các đơn vị hậu cần đảm bảo bị tụt lại khá xa ở phía sau. 9 tập đoàn quân của Phương diện quân Ukraina 2 phải dừng lại và tổ chức phòng ngự dọc theo tuyến sông Seret ở phía Tây và Dniestr ở phía Đông, trấn giữ phía Bắc "cửa ngõ Foksal" trên thung lũng sông Prut hướng tới Iaşi. Bộ Tổng tư lệnh Quân đội Liên Xô dự kiến tiếp tục tấn công vào cuối tháng 5 nhưng đã phải hoãn lại. Lợi dụng tình trạng hưu chiến tạm thời, Tập đoàn quân 8 (Đức) và Tập đoàn quân 4 (Romania) đã tập hợp được binh lực, huy động các sư đoàn xe tăng 14, 23, 24, Sư đoàn cơ giới SS "Đại Đức", Sư đoàn SS "Đầu lâu" và Sư đoàn xe tăng "Đại Romania" tổ chức phản công từ ngày 20 tháng 5 đến ngày 6 tháng 6 năm 1944 tại khu vực phía Bắc Iaşi, đánh lui Tập đoàn quân xe tăng 6 và các tập đoàn quân 27, 52 (Liên Xô) về phía Bắc Iaşi từ 30 đến 40 km, giành lại quyền kiểm soát con đường sắt Paşcani - Iaşi - Chişinău - Bendery rất quan trọng đối với tuyến phòng thủ của Cụm Tập đoàn quân Nam Ukraina (Đức). Liên quân Đức-Romania giữ được thế trận phòng ngự giằng co tại cửa ngõ Balkan trong hơn 2 tháng sau đó, khi quân đội Liên Xô tập trung binh lực lên trung tâm chiến trường Xô-Đức, mở Chiến dịch Bagration, đánh bại hoàn toàn Cụm tập đoàn quân Trung tâm (Đức).

## Tình huống mặt trận
Tập đoàn quân 8 (Đức) vốn là một tập đoàn quân mạnh, thực thi nhiệm vụ phòng ngự chiến lược ở Trung - Tây Ukraina cuối năm 1943, đầu năm 1944. Nhưng sau Chiến dịch Korsun-Shevchenkovsky, thế và lực của Tập đoàn quân này đã suy yếu đáng kể. Chưa tính đến hơn 47.000 quân bị loại khỏi vòng chiến bên trong "cái chảo" Korsun-Shevchenkovsky, việc Bộ tư lệnh Cụm tập đoàn quân Nam (Đức) lấy đi của họ 3 sư đoàn xe tăng và 2 sư đoàn cơ giới để tăng cường cho Tập đoàn quân xe tăng 1 đã làm cho Tập đoàn quân 8 không còn duy trì được sức chống cự mạnh như trong chiến dịch Kirovograd. Từ Gaisin qua Uman đến Rovnoye, những cứ điểm phòng ngự từ xa của Tập đoàn quân 8 (Đức) bên tả ngạn sông Nan Bug, binh lực đã mỏng đi rất nhiều. Trên nhiều địa đoạn rộng hàng chục km chỉ có một sư đoàn bộ binh trấn giữ. Trong khi đó, những con đường sắt từ Pervomaisk đi Mala Viska ở phía Nam và Ladyzhin đi Talnoye ở phía Bắc rất quan trọng trong việc tiếp tế cho các cụm chốt phòng thủ từ xa luôn bị các đội du kích và không quân Liên Xô đánh phá.
Quân đội Liên Xô tuy có bị thiệt hại trong cuộc hợp vây tại Korsun-Shevchenkovsky nhưng đã phục hồi nhanh chóng nhờ các nguồn tăng viện từ hậu phương của họ. Việc tiếp nhận Tập đoàn quân xe tăng 2 trong quá trình chiến dịch Korsun-Shevchenkovsky đã làm cho Phương diện quân Ukraina 2 trở thành phương diện quân có sức đột kích mạnh với 3 tập đoàn quân xe tăng, tương đương với "người láng giềng" là Phương diện quân Ukraina 1 bên cánh phải của họ. Do được bổ sung kịp thời về quân số và trang bị, Phương diện quân này vẫn chiếm ưu thế hơn Tập đoàn quân 8 (Đức) 1,5:1 về người, 1,3:1 về xe tăng và pháo tự hành, 2,5:1 về pháo binh và hơn 10% về không quân. Tuy ưu thế này chưa đủ để tổ chức tấn công áp đảo nhưng vẫn bảo đảm đột phá nhanh vào Tập đoàn quân 8 (Đức) ở những địa đoạn quan trọng với những "cửa mở tự nhiên" do các chi lưu của các sông Nam Bug, Dniestr tạo ra và do việc bố trí tập trung binh lực trên hướng tấn công chính.
Địa hình khu vực bị các con sông Nam Bug, Dniestr và Prut chia cắt theo hướng Tây Bắc, Đông Nam, cự ly trung bình từ 80 đến trên 100 km. Trong đó, sông Nam Bug có chiều rộng từ 90 đến 120 m, sâu trung bình 4 m; sông Dniestr lớn thứ hai Ukraina, vừa là đường biên giới tự nhiên giữa Ukraina và Moldova, vừa là thủy lộ quan trọng của miền Tây Nam Ukraina, có độ sâu trung bình khoảng 5 m ở trung lưu, chiều rộng từ 230 m về mùa khô đến hơn 350 m về mùa mưa. Sông Prut, biên giới thiên nhiên giữa Romania và Liên Xô (1940) có chiều rộng trung bình không lớn nhưng ở thượng nguồn dòng có dòng chảy xiết và sâu. Các con sông này đều được các kế hoạch tấn công và phòng thủ hai bên xem xét sử dụng địa thế cũng như khắc phục chúng.
Trong quá trình chuẩn bị chiến dịch, Hội đồng quân sự của các Phương diện quân và Tập đoàn quân bày tỏ nhiều lo ngại về khả năng cơ động của các quân binh chủng trong tình hình bùn đất lầy lội đặc trưng của mùa xuân nước Nga (được gọi là rasputitsa). Tình hình thời tiết không khả quan và việc mở nhiều trận đánh vượt sông có thể ảnh hưởng tiêu cực đến khả năng cơ động chiến dịch của xe tăng, cơ giới và pháo binh.

## Binh lực và kế hoạch

### Quân đội Liên Xô

#### Binh lực
Phương diện quân Ukraina 2 do Nguyên soái I. S. Koniev làm tư lệnh, đang chiếm giữ tuyến Tynovka - Rizino - Erky - Tovmach - Lipyanka - Kanizh - Shestakovka - Kalinovka - Novgodrodka có chính diện khoản hơn 250 km. Biên chế gồm 11 tập đoàn quân, trong đó có 3 tập đoàn quân xe tăng và 1 tập đoàn quân không quân. Một số sư đoàn, lữ đoàn bộ binh cận vệ đã được cơ giới hóa:
- Tập đoàn quân cận vệ 4 của trung tướng I. V. Galanin, trong biên chế có:
  - Quân đoàn bộ binh cận vệ 20 gồm các sư đoàn bộ binh cận vệ 41, 62; các lữ đoàn bộ binh cơ giới cận vệ 5, 6, 7.
  - Quân đoàn bộ binh cận vệ 21 gồm các sư đoàn bộ binh cận vệ 69, 78, 80.
  - Quân đoàn bộ binh 75 gồm các sư đoàn bộ binh 6, 84, 233.
  - Các đơn vị trực thuộc Tư lệnh tập đoàn quân gồm Sư đoàn pháo binh 16; Trung đoàn pháo binh 1328; Lữ đoàn pháo chống tăng 34; các trung đoàn pháo chống tăng 438, 452; các trung đoàn súng cối 461, 466, 493, Sư đoàn phòng không 27; Lữ đoàn công binh 48; các tiểu đoàn súng phun lửa 27, 176
- Tập đoàn quân cận vệ 5 của trung tướng A. S. Zhadov, trong biên chế có:
  - Quân đoàn bộ binh cận vệ 32 gồm các sư đoàn bộ binh cận vệ 13, 95, 97.
  - Quân đoàn bộ binh cận vệ 33 gồm Sư đoàn bộ binh cơ giới cận vệ 9, Sư đoàn bộ binh cận vệ 14 và sư đoàn bộ binh 214.
  - Các đơn vị trực thuộc Tư lệnh tập đoàn quân gồm Lữ đoàn bộ binh nhẹ 123; Lữ đoàn pháo chống tăng cận vệ 6; Trung đoàn pháo binh 265; các trung đoàn pháo chống tăng 301, 1037; Sư đoàn phòng không 27; các trung đoàn công binh 256, 431 và 1 tiểu đoàn súng phun lửa.
- Tập đoàn quân cận vệ 7 của trung tướng M. S. Shumilov, trong biên chế có:
  - Quân đoàn bộ binh cận vệ 24 gồm Sư đoàn bộ binh cơ giới cận vệ 8, các sư đoàn bộ binh cận vệ 72, 81.
  - Quân đoàn bộ binh cận vệ 25 gồm Sư đoàn bộ binh cận vệ 36 và sư đoàn bộ binh 53.
  - Các đơn vị trực thuộc Tư lệnh tập đoàn quân gồm Lữ đoàn bộ binh nhẹ số 3, Lữ đoàn xe tăng cận vệ 27, Trung đoàn cơ giới 8, các trung đoàn pháo tự hành 34, 38; Sư đoàn pháo binh 11; Trung đoàn pháo binh cận vệ 161; Lữ đoàn pháo chống tăng 30; các trung đoàn pháo chống tăng cận vệ 114, 115; các trung đoàn súng cối 263, 290, 615; Sư đoàn phòng không 5; Trung đoàn phòng không cận vệ 162 và các lữ đoàn công binh 175, 329.
- Tập đoàn quân 27 của trung tướng S. G. Trofimenko, trong biên chế có:
  - Quân đoàn bộ binh cận vệ 35 gồm Sư đoàn bộ binh cơ giới cận vệ 3, Sư đoàn bộ binh cận vệ 94, các sư đoàn bộ binh 202, 206.
  - Quân đoàn bộ binh 34 gồm các sư đoàn bộ binh 78, 180, 337.
  - Các đơn vị trực thuộc Tư lệnh tập đoàn quân gồm các trung đoàn pháo tự hành 713, 1892; Sư đoàn pháo binh 13, Lữ đoàn pháo binh 27, trung đoàn pháo chống tăng cận vệ 315; các tiểu đoàn pháo chống tăng 444, 881, 1669; các trung đoàn súng cối 480, 492; các trung đoàn phòng không 225, 249; các lữ đoàn công binh 25, 38.
- Tập đoàn quân 40 của trung tướng F. F. Zhmachenko, trong biên chế có:
  - Quân đoàn bộ binh 50 gồm Sư đoàn bộ binh cơ giới cận vệ 4, các sư đoàn bộ binh 133, 163.
  - Quân đoàn bộ binh 51 gồm Sư đoàn bộ binh cận vệ 42, các sư đoàn bộ binh 72, 232.
  - Quân đoàn bộ binh 104 gồm các sư đoàn bộ binh 38, 240.
  - Các đơn vị trực thuộc Tư lệnh tập đoàn quân gồm Lữ đoàn bộ binh nhẹ 159; Trung đoàn pháo tự hành 1898; Trung đoàn pháo binh 1950; Lữ đoàn pháo chống tăng 94; trung đoàn pháo chống tăng 680; Trung đoàn súng cối 10; Sư đoàn phòng không 9; Lữ đoàn công binh 4, tiểu đoàn công binh 14, 2 tiểu đoàn súng phun lửa.
- Tập đoàn quân 52 của trung tướng K. A. Koroteev, trong biên chế có:
  - Quân đoàn bộ binh 73 gồm các sư đoàn bộ binh 31, 254, 294.
  - Quân đoàn bộ binh 78 gồm các sư đoàn bộ binh 252, 303, 373.
  - Các đơn vị trực thuộc Tư lệnh tập đoàn quân gồm Sư đoàn bộ binh cận vệ 27 (khung sư đoàn); Sư đoàn bộ binh nhẹ 116, Trung đoàn pháo tự hành 25; các lữ đoàn hỏa tiễn 97, 98; Trung đoàn pháo binh 568; Lữ đoàn pháo chống tăng 2; Trung đoàn pháo chống tăng 1322; Trung đoàn súng cối 490; Sư đoàn phòng không 38; các tiểu đoàn công binh 133, 135, 336.
- Tập đoàn quân 53 của trung tướng I. M. Managarov, trong biên chế có:
  - Quân đoàn bộ binh cận vệ 26 gồm các sư đoàn bộ binh cận vệ 25, 89, 94.
  - Quân đoàn bộ binh 48 gồm các sư đoàn bộ binh 111, 213, 299.
  - Quân đoàn bộ binh 49 gồm Sư đoàn bộ binh cơ giới cận vệ 1, các sư đoàn bộ binh 110, 375.
  - Các đơn vị trực thuộc Tư lệnh tập đoàn quân gồm các sư đoàn bộ binh nhẹ 63, 122; Lữ đoàn xe tăng 116, Trung đoàn xe tăng 69, Trung đoàn pháo tự hành 38; Trung đoàn pháo binh 1327; Lữ đoàn pháo chống tăng 31; Trung đoàn pháo chống tăng 1316; Sư đoàn phòng không 30; các tiểu đoàn công binh 11, 13 và phi đội trinh sát liên lạc 56 (8 máy bay Po-2).
- Tập đoàn quân xe tăng 2 của thiếu tướng xe tăng S. I. Bogdanov, trong biên chế có:
  - Quân đoàn xe tăng 3 gồm các lữ đoàn xe tăng 50, 51, 103; Lữ đoàn cơ giới 57; các trung đoàn pháo tự hành 881, 1818, 1540; Tiểu đoàn cơ giới trinh sát 74, Trung đoàn pháo chống tăng cơ giới 728; Trung đoàn súng cối 234; Tiểu đoàn bộ binh mô tô 126; Trung đoàn phòng không 121.
  - Quân đoàn xe tăng 16 gồm các lữ đoàn xe tăng 104, 109, 164; Lữ đoàn cơ giới 15; các trung đoàn pháo tự hành 298 (cận vệ), 1441; Tiểu đoàn cơ giới trinh sát 51; Trung đoàn pháo chống tăng cơ giới 729; Trung đoàn súng cối 226; Tiểu đoàn bộ binh mô tô cận vệ 89; Trung đoàn phòng không 1721.
  - Các đơn vị trực thuộc Tư lệnh tập đoàn quân gồm Lữ đoàn xe tăng 11; các trung đoàn pháo tự hành cận vệ 8, 13; các trung đoàn bộ binh mô tô 754, 1219; Tiểu đoàn trinh sát cơ giới 87 và Phi đội trinh sát liên lạc 357.
- Tập đoàn quân xe tăng cận vệ 5' của Nguyên soái binh chủng tăng thiết giáp P. A. Rotmistrov, biên chế gồm có:
  - Quân đoàn cơ giới cận vệ 5 gồm các lữ đoàn cơ giới cận vệ 10, 11, 12; Lữ đoàn xe tăng cận vệ 27; các trung đoàn pháo tự hành 104 (cận vệ), 1447; Tiểu đoàn trinh sát cơ giới cận vệ 2; Trung đoàn pháo chống tăng cơ giới 737; Trung đoàn súng cối 285; Tiểu đoàn bộ binh mô tô cận vệ 409.
  - Quân đoàn xe tăng 18 gồm các lữ đoàn xe tăng 110, 170, 181; Lữ đoàn cơ giới 32; Trung đoàn pháo tự hành 1438; Tiểu đoàn trinh sát cơ giới 78; Trung đoàn pháo chống tăng 1000; Trung đoàn pháo chống tăng cơ giới 736; Trung đoàn súng cối 292; Tiểu đoàn bộ binh mô tô cận vệ 106; Trung đoàn phòng không 1694.
  - Quân đoàn xe tăng 29 gồm các lữ đoàn xe tăng 25, 31, 32; Lữ đoàn cơ giới 53; Trung đoàn pháo tự hành 1446; Tiểu đoàn trinh sát cơ giới 75; Trung đoàn pháo chống tăng 108; Trung đoàn súng cối 271; Tiểu đoàn bộ binh mô tô cận vệ 11.
  - Các đơn vị trực thuộc Tư lệnh tập đoàn quân gồm Trung đoàn pháo tự hành cận vệ 53, Tiểu đoàn trinh sát cơ giới cận vệ 1; Trung đoàn pháo binh 678; Trung đoàn pháo chống tăng 689; Sư đoàn phòng không cận vệ 6; Tiểu đoàn công binh 377 và Phi đội trinh sát liên lạc 994.
- Tập đoàn quân xe tăng 6 của thiếu tướng xe tăng A. G. Kravchenko, trong biên chế có:
  - Quân đoàn cơ giới 5 gồm các lữ đoàn cơ giới 2, 9, 45; Lữ đoàn xe tăng 233; các trung đoàn pháo tự hành 497, 795, 999; Tiểu đoàn trinh sát cơ giới 64; Trung đoàn súng cối 458; Tiểu đoàn bộ binh mô tô cận vệ 35; Trung đoàn phòng không 1700.
  - Quân đoàn xe tăng cận vệ 5 gồm các lữ đoàn xe tăng cận vệ 20, 21, 22; Lữ đoàn cơ giới cận vệ 6; các trung đoàn pháo tự hành 1416, 1458, 1462; Tiểu đoàn trinh sát cơ giới 80; Trung đoàn pháo chống tăng 1667; Trung đoàn súng cối 454, Trung đoàn phòng không 1696.
  - Các đơn vị trực thuộc Tư lệnh Tập đoàn quân gồm Lữ đoàn pháo tự hành cận vệ 6, Trung đoàn bộ binh mô tô 156, Tiểu đoàn công binh 181 và Phi đội trinh sát liên lạc 387.
- Tập đoàn quân không quân 5 của trung tướng không quân S. K. Goryunov. Biên chế gồm 1 sư đoàn tiêm kích, 2 sư đoàn cường kích, 1 sư đoàn ném bom ban ngày, 1 sư đoàn ném bom hỗn hợp, 1 trung đoàn ném bom ban đêm, 1 sư đoàn vận tải, 1 trung đoàn đổ bộ đường không, 1 trung đoàn trinh sát, cứu hộ, 1 trung đoàn công binh đường băng, 2 trung đoàn phòng không.
- Các đơn vị trực thuộc Phương diện quân:
  - Quân đoàn kỵ binh cận vệ 5 gồm các sư đoàn kỵ binh cận vệ 11, 12; Sư đoàn kỵ binh 63; các trung đoàn xe tăng 60, 119; Trung đoàn pháo tự hành 1896; Trung đoàn pháo chống tăng cận vệ 150; Trung đoàn pháo chống tăng cơ giới cận vệ 5; Trung đoàn súng cối cơ giới cận vệ 72; Trung đoàn súng cối cận vệ 72; Trung đoàn phòng không 585.
  - Quân đoàn cơ giới 7 gồm các lữ đoàn cơ giới 16, 63, 64; Lữ đoàn xe tăng cận vệ 41; Trung đoàn pháo tự hành 1440; Tiểu đoàn trinh sát cơ giới 94; Trung đoàn pháo chống tăng 109; Trung đoàn pháo chống tăng cơ giới 392; Trung đoàn súng cối 614; Trung đoàn súng cối cơ giới cận vệ 40; Trung đoàn phòng không 1713.
  - Quân đoàn cơ giới 8 gồm các lữ đoàn cơ giới 66, 67, 68; Trung đoàn pháo tự hành 1882; Tiểu đoàn trinh sát cơ giới 97; Trung đoàn súng cối cơ giới cận vệ 205; Trung đoàn phòng không 1716.
  - Quân đoàn xe tăng 20 gồm các lữ đoàn xe tăng 8 (cận vệ), 80, 155; Lữ đoàn cơ giới cận vệ 7; Trung đoàn pháo tự hành 1895; Tiểu đoàn trinh sát cơ giới 96; Trung đoàn pháo chống tăng 1505; Trung đoàn pháo chống tăng cơ giới 735; Trung đoàn súng cối 291; Trung đoàn súng cối cơ giới cận vệ 406; Trung đoàn phòng không 1711.
  - Các lữ đoàn pháo tự hành 10, 25, 61.
  - Các lữ đoàn hỏa tiễn 11, 31.
  - Các lữ đoàn pháo binh cận vệ 8, 27, 33.
  - Các trung đoàn pháo binh cận vệ 16, 17, 57, 76, 80, 86, 96, 97, 308, 309, 324, 328.
  - Các sư đoàn phòng không 11, 26.
  - Các lữ đoàn công binh 5, 60 (kỹ thuật), 6, 14 (mở đường); Các lữ đoàn công binh cơ giới 1, 8, 27 (cầu phà); tiểu đoàn công binh cận vệ 18 (hầm hào); 8 tiểu đoàn công binh dã chiến; 4 tiểu đoàn thông tin.
  - Trung đoàn không quân vận tải 1001.

Tổng cộng các đơn vị đột kích chủ yếu: 7 tập đoàn quân bộ binh, 3 tập đoàn quân xe tăng, 1 tập đoàn quân không quân với 56 sư đoàn bộ binh, 3 sư đoàn kỵ binh, 6 quân đoàn xe tăng và 4 quân đoàn cơ giới. Tổng quân số và phương tiện gồm 691.000 người, 670 xe tăng và pháo tự hành, 8.890 đại bác và súng cối, 551 máy bay.

#### Mục tiêu và kế hoạch
Sau Chiến dịch hợp vây Korsun-Shevchenkovsky, Bộ Tổng tư lệnh tối cao Liên Xô STAVKA dự tính sẽ đánh tan Tập đoàn quân 8 (Đức), bổ đôi trận tuyến của Cụm Tập đoàn quân Nam và cắt đường rút quân của Tập đoàn quân xe tăng 1 (Đức) ở hướng Tây Nam, hỗ trợ Phương diện quân Ukraina 1 bao vây và tiêu diệt cụm quân này. Ngày 18 tháng 2 năm 1944, Đại bản doanh Bộ tổng tư lệnh tối cao Liên Xô chỉ thị vắn tắt:
| “         | Phương diện quân Ukraina 2 chuẩn bị hoạt động tấn công với sự tham gia của một cụm xung kích gồm các tập đoàn quân bộ binh 27, 52, cận vệ 4; các tập đoàn quân xe tăng 2, 6 và cận vệ 5 Tuyến tấn công bắt đầu từ phía trước Vinograd, Zvenigododka, Shpola, Kirovograd theo hướng chung tới Uman, hợp vây vài cụm quân Đức tại Uman và đánh chiếm thành phố; tiếp tục phát triển và đánh chiếm Ladyzhin, Gaivoron, Novoukrainka. Trong giai đoạn sau đó, tiếp tục tấn công vượt sông Dniepr, tiến ra tuyến Mogilev-Podolsky và Yagorlyk (???) Thời điểm tấn công trong khoảng từ ngày 8 đến ngày 10 tháng 3 | ” |
| — STAVKA, | |   |

Trong khi thực hiện nhiệm vụ trên, Đại bản doanh yêu cầu Phương diện quân Ukraina 2 phải sử dụng ít nhất một tập đoàn quân bộ binh cùng một tập đoàn quân xe tăng tấn công trên cánh phải và song hành với cánh trái của Phương diện quân Ukraina 1 nhằm khép vòng vây xung quanh Tập đoàn quân xe tăng 1 (Đức) từ phía Nam. Cánh trái của Phương diện quân có nhiệm vụ che chắn sườn phải cho Phương diện quân Ukraina 3 tiến hành Chiến dịch Bereznegovatoye–Snigirevka ở cùng thời điểm. Đại bản doanh đặc biệt lưu ý các phương diện quân khi tấn công phải xiết chặt đội hình ở các bên sườn, không được để cho quân Đức lợi dụng các kẽ hở để phản đột kích. Vượt sông Dniestr là mục tiêu chiến lược của các tập đoàn quân, phải thực hiện bằng được và nhanh chóng, không cho quân Đức lợi dụng kịp lợi dụng tuyến sông để bố trí phòng ngự vững chắc.
Ngày 25 tháng 2, Đại bản doanh phê chuẩn kế hoạch tấn công của Phương diện quân Ukraina 1 trên những điểm cơ bản như sau:
- Tập đoàn quân 27 khởi động cuộc tấn công trên chính diện 8 km tại khu vực Rizino hướng đến Khristinovka, phá vỡ tuyến phòng thủ của quân Đức tại Chemerishkoye và điểm cao 244,7; trong ngày N phải chiếm được tuyến sông Gornyi Tikich; đến cuối ngày N+1 phải hoàn thành cuộc vượt sông và tiến ra tuyến Kishintsy (???) - Monastyrek (Monastyrysche). Tập đoàn quân xe tăng 2 dùng pháo binh của mình hỗ trợ cho Tập đoàn quân 27 và trực tiếp tấn công qua cửa đột phá từ ngày N+1. Để bảo đảm đột phá thành công, Bộ tư lệnh Phương diện quân cho phép Tập đoàn quân 27 được sử dụng hỏa lực của 300 khẩu pháo và cối lấy từ Tập đoàn quân 40 để chi viện.
- Tập đoàn quân 52 phải phá vỡ phòng tuyến của quân Đức cũng với chiều rộng 8 km tại Ryzhanovka và Popovka; đột phá trên cánh phải tới Ryzhanovky (???) - Yanovky (???) - Molodetskaya - Uman. Kết thúc ngày N, chủ lực Tập đoàn quân phải chiếm được tuyến sông Gornyi Tikich. Đến ngày N+1 phải phát triển đến tuyến Mankovka - Rogy. Tập đoàn quân 52 còn có vai trò phụ công, tiến quân ở giữa hai các Tập đoàn quân 27 và cận vệ 4. Cánh trái hành động theo mục tiêu của Tập đoàn quân cận vệ 4, cánh phải khép chặt sườn với của Tập đoàn quân 27.
- Tập đoàn quân cận vệ 4 được giao nhiệm vụ đột phá tạo một cửa mở rộng 9 km tại khu vực Popovka - Likhovets (Vil'khovets) và tấn công theo hướng chung tới Talnoe-Babanka. Kết thúc ngày N phải chiếm được tuyến Veselyi Kut - Sokolovochka, các đơn vị tiền đội phải chiếm được cửa sông Gornyi Tikich. Đến cuối ngày N+1 phải tiến đến tuyến Talyanki - Zelenki (Zelenkov). Tập đoàn quân xe tăng cận vệ 5 sử dụng pháo binh của mình yểm trợ cho cuộc tấn công và trực tiếp bước vào chiến đấu tại cửa mở từ ngày N+1. Tập đoàn quân cận vệ 4 được sử dụng 200 khẩu pháo và súng cối của Tập đoàn quân 53 để tăng mật độ hỏa lực bắn chuẩn bị.
- Tập đoàn quân 40 huy động 5 sư đoàn bộ binh vào thê đội 1, trong ngày N có nhiệm vụ phá vỡ phòng tuyến đối phương tại Shubennyi-Stav (???), Antonovka, Krasnyi Sarny (???), che chắn cho Tập đoàn quân 27 từ phía Tây.
- Tập đoàn quân 53 huy động 5 sư đoàn bộ binh vào thê đội 1, tấn công bên cánh trái của Tập đoàn quân cận vệ 4, trong ngày N+1 phải phá vỡ tuyến phòng thủ của quân Đức dọc theo sông Bolsaya Vys tại Malyi Viska (Mala Viska) theo hướng chung đến Kolodistoye-KalninoBoloto (Kalnybolota), yểm hộ cánh trái của cụm xung kích.

Chiều sâu nhiệm vụ của các Tập đoàn quân trong ngày N phải thực hiện được từ 14 đến 16 km.
- Tập đoàn quân xe tăng 2 trong ngày N+1 phải phát triển tấn công qua sông Gornyi Tikich, vượt qua Popovka, Monastyrysche, Chernaya Kamenka (???), đến cuối ngày phải đánh chiếm được Khristinovka và Voitovka (???). Khép chặt bên sườn với Tập đoàn quân xe tăng cận vệ 5 tại khu vực Mashurova (???). Chiều sâu nhiệm vụ phải đạt được 25 km trong ngày N+2.
- Tập đoàn quân xe tăng cận vệ 5 trong ngày N+1 phải tiến quân vào cửa đột phá của Tập đoàn quân cận vệ 4, tổ chức vượt sông Tikich và tấn công trực diện vào Uman, đánh chiếm các mục tiêu Mashurov (???), Maidanetskoye, Talnoye, Revukha (???), Dobrovody, Babanovka (???). Chiều sâu đột phá trong ngày phải đạt được 30 km. Đến ngày N+2 phải chiếm được khu vực Uman, Kocherzhintsy, Gromy, Stepkovka; tiền đội phải phát triển đến Yuzefpol (???) và Goloskovo, tiếp cận sông Nam Bug.
- Tập đoàn quân xe tăng 6 nằm ở thê đội 2, theo kế hoạch sẽ tăng cường sức đột phá bảo đảm phát triển chiến dịch thành công trên hướng Khristinovka. Bộ tư lệnh Phương diện quân sẽ tùy tình hình để điều động.
- Tập đoàn quân cận vệ 5 tấn công theo hướng chung đến Novoukrainka, trong ngày N phải chiếm được mục tiêu này.
- Tập đoàn quân cận vệ 7 sử dụng cánh phải phối hợp với Tập đoàn quân cận vệ 5 đánh chiếm Novoukrainka, cánh trái phối hợp với Tập đoàn quân 57 (Phương diện quân Ukraina 3) đánh chiếm Antonovka trên đường tiếp giáp giữa hai phương diện quân

Ngày hành động của các Tập đoàn quân cận vệ 5 và 7 chậm hơn cánh Bắc, có thể từ ngày 7 đến ngày 8 khi tình hình mặt trận phát triển thuận lợi hơn. Do được biên chế các sư đoàn bộ binh cơ giới, các lữ đoàn xe tăng và các trung đoàn pháo tự hành, chiều sâu nhiệm vụ của cả hai tập đoàn quân trong ngày N+2 (ngày tấn công đầu tiên của họ) phải đạt 18 km và phải giữ nguyên tốc độ tấn công đến khi chiếm được trung tâm phòng ngự Pervomaisk rất quan trọng của quân Đức. Do Tập đoàn quân 57 (Phương diện quân Ukraina 3) được giao nhiệm vụ tiến đến Bobrinets nên cánh trái của Tập đoàn quân cận vệ 7 phải mở rộng ra đến Novgorodka.
Để bảo đảm đột phá thành công, nhanh chóng bẻ gãy sức kháng cự của quân Đức, mật độ pháo binh bắn chuẩn bị của Quân đội Liên Xô được tập trung rất cao. Trên 1 km chính diện tại khu vực Chemerishkoye - Olkhovets đã có 148 khẩu pháo và súng cối 82 mm. Tại chính diện tấn công của các tập đoàn quân cận vệ 4, 27 và 52 tập trung 3.132 pháo và súng cối cỡ lớn. Trên chính diện tấn công của các Tập đoàn quân cận vệ 5 và 7 cũng tập trung 1.230 khẩu pháo và súng cối. Các cánh quân xung kích đều được trang bị súng phun lửa, một loại vũ khí có khả năng giúp bộ binh đốt cháy các xe tăng Đức ở tầm gần. Tập đoàn quân 27 có 273 khẩu, Tập đoàn quân cận vệ 4 có 197 khẩu, Tập đoàn quân 52 có 168 khẩu. Pháo binh trực thuộc Phương diện quân cũng được điều động bổ sung cho các tập đoàn quân xe tăng mặc dù các tập đoàn quân này đều đã có pháo binh riêng. Tập đoàn quân xe tăng 2 nhận thêm 159 khẩu, Tập đoàn quân xe tăng cận vệ 5 nhận thêm 136 khẩu, Tập đoàn quân xe tăng 6 nhận thêm 106 khẩu. Ngoài ra, 219 khẩu súng phun lửa cũng được cấp cho các lữ đoàn cơ giới thuộc các tập đoàn quân xe tăng. Tổng cộng 71% pháo binh của Phương diện quân đều tập trung ở các tuyến đột phá, tạo một mật độ gần như bão hòa về hỏa lực. Thời gian bắn chuẩn bị không dưới 60 phút, trong đó, Katyusha khai hỏa chậm hơn pháo binh 20 phút để tăng hiệu quả phá hoại và sát thương. Không kể trung đoàn không quân trinh sát, cứu hộ, toàn bộ 279 máy bay ném bom, 163 máy bay cường kích và 109 máy bay tiêm kích của Tập đoàn quân không quân 5 đều được huy động.
Đến ngày 4 tháng 3, các tập đoàn quân bộ binh đã được cung cấp 1,7 đến 2 cơ số xăng dầu, các tập đoàn quân xe tăng cũng được đảm bảo từ 2,6 cơ số xăng và 4,4 cơ số đầu diezel. Số còn lại sẽ được chuyển đến trong quá trình tác chiến. Đạn dược đã tích lũy được 8 cơ số đạn pháo, 5 cơ số đạn pháo tăng và 3,5 cơ số đạn các loại khác. Khoảng 2.590 ô tô, 550 xe ngựa và 5.400 nhân lực vận chuyển đã được huy động để bảo đảm cung cấp đạn dược, xăng dầu, lương thực thực phẩm và vận chuyển thương binh cho các tập đoàn quân trong suốt quá trình chiến dịch.
Đây là một trong các chiến dịch tấn công được Quân đội Liên Xô chuẩn bị rất kỹ lưỡng trong thời gian không quá 15 ngày. Thế nhưng Nguyên soái I. S. Konev vẫn có thể khai chiến trước 1 ngày, ngày 5 tháng 3 chứ không phải ngày 6 như kế hoạch. Vì theo ông: "Không thể để cho quân Đức có dư lấy một ngày nghỉ ngơi mà tổ chức phòng ngự".

### Quân đội Đức Quốc xã

#### Binh lực
Một phần của Cụm Tập đoàn quân Nam do Thống chế Erich von Manstein làm tư lệnh, đến ngày 31 tháng 3, được Hitler thay thế bởi thống chế Walther Model.
Tập đoàn quân 8 của thượng tướng bộ binh Otto Wöhler có các quân đoàn cánh phải tham gia chiến dịch:
- Quân đoàn đoàn xe tăng 40 của trung tướng xe tăng Otto von Knobelsdorff, biên chế có:
  - Sư đoàn xe tăng 3 của đại tá Rudolf Lang gồm các trung đoàn xe tăng 3, 6, 394; Tiểu đoàn xe tăng hạng nặng 543; Lữ đoàn cơ giới 3; Trung đoàn pháo tự hành 75; Trung đoàn pháo binh 314; Trung đoàn súng cối 83, Tiểu đoàn bộ binh mô tô 39, Tiểu đoàn trinh sát cơ giới 5.
  - Sư đoàn xe tăng 14 của trung tướng Martin Unrein gồm các trung đoàn xe tăng 36, 103, 108; Tiểu đoàn xe tăng hạng nặng 14; Trung đoàn pháo tự hành 4; Trung đoàn cơ giới 4; Trung đoàn pháo binh 274; Trung đoàn súng cối cơ giới 4; Tiểu đoàn trinh sát cơ giới 4; Tiểu bộ binh cơ giới 13.
  - Sư đoàn bộ binh 167 (tái lập từ khung và quân số của Cụm tác chiến Sư đoàn bộ binh 376) của trung tướng Otto Schwarz, gồm các trung đoàn bộ binh 672, 673; Trung đoàn pháo binh 376; các tiểu đoàn pháo tự hành, pháo chống tăng, cơ giới, súng cối, trinh sát.
- Quân đoàn bộ binh 47 (cải tổ từ Quân đoàn xe tăng 47) của trung tướng xe tăng Hans Freiherr von Funck. Biên chế có:
  - Sư đoàn bộ binh 106 của đại tá Rintenberg, gồm các trung đoàn bộ binh 113, 230, 240; Trung đoàn pháo binh 107, Tiểu đoàn cơ giới 106; các tiểu đoàn pháo chống tăng, súng cối và trinh sát.
  - Sư đoàn bộ binh 282 của thiếu tướng Hermann Frenking gồm các trung đoàn bộ binh 848, 849, 850, Trung đoàn pháo binh 282, các tiểu đoàn cơ giới, súng cối, pháo chống tăng và trinh sát.
  - Sư đoàn bộ binh 320 của trung tướng Georg-Wilhelm Postel, gồm các trung đoàn bộ binh 585, 586, 587, Trung đoàn pháo binh 320, các tiểu đoàn cơ giới, súng cối, pháo chống tăng và trinh sát.
- Quân đoàn bộ binh 7 của trung tướng pháo binh Ernst-Eberhard Hell. Trong biên chế có:
  - Sư đoàn xe tăng SS "Totenkopf" của tướng SS Max Simon gồm các trung đoàn xe tăng SS 1, 2, 3 Totenkopf; Trung đoàn cơ giới "Thule", các trung đoàn pháo binh, pháo chống tăng, các tiểu đoàn súng cối, trinh sát, bộ binh mô tô.
  - Sư đoàn bộ binh 198 của thiếu tướng Alfred Kuhnert gồm các trung đoàn bộ binh 305, 308, 328; Trung đoàn pháo binh 235; Tiểu đoàn cơ giới 235, các tiểu đoàn súng cối, pháo chống tăng và trinh sát.
  - Sư đoàn bộ binh 62 của thiếu tướng Louis Tronnier gồm các trung đoàn bộ binh 112, 179, 415, Trung đoàn pháo binh 162, các tiểu đoàn cơ giới, súng cối, pháo chống tăng và trinh sát.

Tập đoàn quân 6 của thượng tướng Karl-Adolf Hollidt, đến ngày 8 tháng 4 được thay bằng trung tướng pháo binh Maximilian de Angelis, có các đơn vị cánh phải tham gia chiến dịch:
- Quân đoàn bộ binh 52 của tướng Rudolf von Bünau, đến ngày 1 tháng 4 được thay thế bởi tướng Erich Buschenhagen. Biên chế có:
  - Sư đoàn bộ binh 384 của trung tướng Hans de Salengre-Drabbe gồm các trung đoàn bộ binh 354, 535, 536, Trung đoàn pháo binh 384, các tiểu đoàn cơ giới, súng cối, pháo chống tăng và trinh sát.
  - Sư đoàn bộ binh sơn chiến 4 của trung tướng Julius Braun gồm các trung đoàn bộ binh sơn chiến 13, 91, 94; Trung đoàn cơ giới 94, Trung đoàn pháo binh; các tiểu đoàn súng cối, pháo chống tăng và trinh sát.
  - Sư đoàn xe tăng 13 của trung tướng Hans Mikosch gồm các trung đoàn xe tăng 4, 66, 93; Trung đoàn pháo tự hành 13, Trung đoàn pháo binh 4; các tiểu đoàn súng cối, pháo chống tăng và trinh sát.
  - Sư đoàn đổ bộ đường không 2 của thiếu tướng Hans Kroh gồm các trung đoàn dù 2, 6, 23; Trung đoàn cơ giới 2; Trung đoàn pháo tự hành 7, các tiểu đoàn súng cối, pháo chống tăng và trinh sát.
- Quân đoàn bộ binh 4 của thượng tướng xe tăng Erich Brandenberger. Trong biên chế có:
  - Sư đoàn xe tăng 24 của Trung tướng Maximilian Freiherr von Edelsheim, gồm các trung đoàn xe tăng 21, 24, 26; Trung đoàn pháo binh 89, Trung đoàn pháo tự hành 40, Tiểu đoàn trinh sát cơ giới 40, Tiểu đoàn chống tăng 24, Tiểu đoàn phòng không 283.
  - Sư đoàn bộ binh 9 của Trung tướng Frederick Hofmann, gồm các trung đoàn bộ binh 36, 57, 116, Trung đoàn pháo binh 9, các tiểu đoàn cơ giới, súng cối, pháo chống tăng và trinh sát.
  - Sư đoàn bộ binh 17 của đại tá Otto-Hermann Brücker, gồm các trung đoàn bộ binh 21, 55, 95; Trung đoàn pháo binh 17, các tiểu đoàn cơ giới, súng cối, pháo chống tăng và trinh sát.
  - Sư đoàn bộ binh 335 của trung tướng Siegfried Rasp, gồm các trung đoàn bộ binh 682, 683, 684; Trung đoàn pháo binh 335, các tiểu đoàn cơ giới, súng cối, pháo chống tăng và trinh sát.

Tập đoàn quân không quân số 4 của thượng tướng Otto Dessloh.
Tổng cộng các đơn vị gồm 22 sư đoàn (bao gồm 4 sư đoàn thiết giáp và 2 sư đoàn cơ giới hóa) với 400.000 quân. Trang bị gồm 450 xe tăng và pháo tự hành 3.500 đại bác và súng cối, 500 máy bay.
Tập đoàn quân 4 Romania (còn gọi là Cụm tác chiến Kirchner do trung tướng xe tăng Friedrich Kirchner, tư lệnh Quân đoàn xe tăng 57 (Đức) chỉ huy, trung tướng Popesku (Romania) làm phó tư lệnh; tham gia giai đoạn ba của chiến dịch và các diễn biến sau đó. Tập đoàn quân được biên chế hỗn hợp các đơn vị Đức và Romania:
- Quân đoàn bộ binh 6 (Romania) gồm các sư đoàn bộ binh 5, 13; các sư đoàn bộ binh 46 và 76 (Đức).
- Quân đoàn bộ binh 5 (Romania) gồm các sư đoàn bộ binh Romania 1 và 4.
- Quân đoàn bộ binh 1 (Romania) gồm các sư đoàn bộ binh Romania 6 và 20.
- Quân đoàn bộ binh 7 Romania gồm các lữ đoàn bộ binh Romania 101, 102, 103.
- Quân đoàn bộ binh 17 (Đức) gồm các sư đoàn bộ binh 3, 8 và quân biên phòng Romania.

#### Phương án phòng thủ
Khác với tướng Hans-Valentin Hube, tướng Otto Wöhler nhận thức được nguy cơ bị tấn công bất kỳ lúc nào cũng như thực trạng các sư đoàn của ông ta sau các trận đánh ở Korsun-Shevchenkovsky nên đã có cách bố trí quân hợp lý hơn Tập đoàn quân xe tăng 1. Theo chỉ dẫn của Thống chế Erich von Manstein, tướng Otto Wöhler chia mặt trận phòng ngự của Tập đoàn quân 8 thành bốn tuyến. Tuyến tiền tiêu gồm các cứ điểm phòng thủ dọc sông theo các con sông Gornyi Tikich và Bolsaya Vys. Cụm cứ điểm Uman là trung tâm chỉ huy của tuyến này. Tuyến thứ hai là tuyến chính, với 4 cụm cứ điểm và hơn 30 cứ điểm lẻ dọc sông Nam Bug với bốn trung tâm quan trọng là Vapnyarka, đầu mối đường sắt Kotovsk, Pervomaisk và Konstantinovka. Tuyến thứ ba dọc theo sông Dniestr, lấy Bălţi làm trung tâm chỉ huy với các cụm cứ điểm được chuẩn bị sẵn nếu phải rút về tại Mogilev Podolsk, Soroki (Soroca), Kamenka (Camenca), Rybnitsa, Orgeev. Tuyến cuối cùng là sông Prut với trung tâm phòng ngự tại Iaşi. Bốn tuyến phòng thủ này có thể làm chậm đà tấn công của quân đội Liên Xô để thực hiện một cuộc rút lui có kế hoạch nhằm bảo toàn những lực lượng còn lại của Tập đoàn quân 8 trong chờ tăng viện từ tuyến sau và từ nước Đức.
Điểm yếu của kế hoạch này là nó mâu thuẫn với tình trang hao hụt quân số. Với cự ly giữa các tuyến phòng ngự từ 80 đến 120 km, cần phải có những binh đoàn xe tăng cơ động mạnh nhưng 2/3 số sư đoàn xe tăng của Tập đoàn quân 8 đã chuyển giao cho Tập đoàn quân xe tăng một trong thời gian diễn ra chiến dịch Korsun-Shevchenkovsky. Khả năng trở lại phía Nam của các sư đoàn này là rất khó và nếu có thì cũng không thể còn sức mạnh như ban đầu. Cự ly xa nhất nằm ở giữa mặt trận, đối diện với chỗ lồi Korsun trước đây đòi hỏi phải rải quân trên một tuyến dài để bảo vệ các đường giao thông trong khi Tập đoàn quân 8 đã mất khoảng 1/3 quân số sau các trận đánh ở Korsun-Shevchenkovsky. Độ dài của các tuyến phòng thủ lên đến trên 250 km mỗi tuyến cũng đòi hỏi một quân số lớn nếu không muốn giãn cách giữa các sư đoàn Đức rộng ra và trở thành chỗ hiểm để đối phương tấn công chia cắt. Vì thế, tướng Otto Wöhler không kỳ vọng nhiều vào các tuyến phòng thủ sát tiền duyên, kể cả khu vực Uman mà đặt hy vọng vào ba sư đoàn xe tăng của mình sẽ phối hợp với các sư đoàn xe tăng trên cánh trái của Tập đoàn quân 6 trong phòng ngự cơ động.
Để lấp những lỗ hổng do thiếu quân số và phương tiện, trong kế hoạch phòng ngự ở hướng Tây Nam Ukraina, Quân đội Romania của chính quyền Ion Antonesscu được xem là các đơn vị có khả năng chiến đấu nhất trong các đồng minh Đông Âu của nước Đức Quốc xã. Cùng phòng ngự với Tập đoàn quân 8 (Đức) tại mặt trận có Tập đoàn quân Romania 4, còn gọi là Cụm tác chiến Kirchner do trung tướng xe tăng Friedrich Kirchner, tư lệnh Quân đoàn xe tăng 57 (Đức) chỉ huy, trung tướng Popesku (Romania) làm phó tư lệnh. Tái lập sau khi bị đánh tan trong trận Stalingrad, tập đoàn quân này chịu trách nhiệm phòng thủ bên cánh trái của Tập đoàn quân 8 từ tuyến sông Dniestr đến tuyến sông Prut, tại biên giới Romania - Moldova và biên giới Moldova-Romania, bố trí xen kẽ với các đơn vị người Đức.

## Diễn biến

### Tiến đến sông Nam Bug
Đêm 4 tháng 3, các quân đoàn bộ binh Liên Xô ở tuyến đầu đã tiến hành các trận đánh trinh sát, xác định lần cuối cùng hệ thống hỏa điểm, trận địa phòng thủ, các bãi mìn, các chướng ngại chống tăng của quân Đức. Các trung đội trinh sát pháo binh đã hoàn thành việc cung cấp tọa độ, phần tử bắn và chiếm lĩnh các đài quan sát hiệu chỉnh pháo. Ngày 5 tháng 3, chiến dịch mở màn sau một đợt bắn phá dữ dội và đạt hiệu quả cao của pháo binh. Các quân đoàn thê đội 1 của 10 tập đoàn quân trên tuyến mặt trận dài hơn 300 km đều đồng loạt phát động tấn công. Trọng tâm của chiến sự diễn ra tại vị trí của cánh quân xung kích gồm các tập đoàn quân xe tăng 2 và cận vệ 5, các tập đoàn quân 27, 52 và cận vệ 4 tấn công trên chính diện rộng 175 cây số từ Ilintsy đến Kanizh. Trong ngày đầu tiên, các Tập đoàn quân 27 và 52 đã phá vỡ trận địa phòng ngự của các sư đoàn bộ binh 62 và 106 (Đức) ở phía trước tuyến sông Gornyi Tikch. Chiều ngày 5 tháng 3, Tập đoàn quân 27 đã đánh chiếm điểm cao 244,7 và tràn xuống thị trấn Chemerishkoye; Tập đoàn quân 52 cũng nhanh chóng đánh bật Sư đoàn bộ binh 167 (Đức) về ngã ba sông Tikich chính và Tikich phụ. Ở trung tâm chính diện tấn công, các tập đoàn quân cận vệ 4 và 53 cũng hoàn thành mục tiêu đánh chiếm các cứ điểm Ryzhanovka, Popovka và Likhovets. Tập đoàn quân 40 đã tiến ra con đường ô tô đi Uman. Trong ngày đầu tiên, các tập đoàn quân cánh phải và trung tâm của Phương diện quân Ukraina 2 đã hoàn thành tất cả các mục tiêu đặt ra.
Ngày 6 tháng 3. Bộ tư lệnh Phương diện quân tung các tập đoàn quân xe tăng 2 và cận vệ 5 vào trận. Cánh quân xung kích của Tập đoàn quân xe tăng 2 gồm 174 xe tăng và 57 pháo tự hành tấn công theo cửa mở do Tập đoàn quân 27 đột phá được đã đánh tràn đến sông Gornyi Tikich, giao chiến trực diện với Sư đoàn xe tăng 3 (Đức) đang chống giữ thị trấn Talnoye và cây cầu đường sắt tại đây. Cánh quân xung kích của Tập đoàn quân xe tăng cận vệ 5 có 169 xe tăng và 27 pháo tự hành đã đột phá đến Veselyi Kut - Sokolovochka và giao chiến ác liệt với Sư đoàn xe tăng 14 (Đức) ở cửa sông Gornyi Tikich - Sinyukha.
Ngày 7 tháng 3, các trận giao tranh ác liệt tiếp tục diễn ra tại vùng trũng ngập rộng từ 100 đến 200 mét trên hai bờ sông Tikich chỉ rộng 20 mét và sâu 2 mét. Các sư đoàn bộ binh 62, 106, 167 và 282 (Đức) được 2 sư đoàn xe tăng hỗ trợ đã tổ chức phòng thủ ở cả hai bờ sông, cố gắng hất quân Liên Xô ra xa. Đây cũng là ngày mà Tập đoàn quân không quân 5 tung ra hơn 500 phi vụ cường kích và ném bom với sự yểm hộ của hơn 150 phi vụ tiêm kích đánh vào xe tăng và các chốt phòng ngự của quân Đức. Được sự hỗ trợ của không quân, các Tập đoàn quân xe tăng 2 và cận vệ 5 cùng với ba tập đoàn quân bộ binh đã bẻ gãy sức kháng cự của 6 sư đoàn Đức và vượt sông tại nhiều điểm. Chiều tối ngày 7 tháng 2, Quân đoàn xe tăng 18 (Tập đoàn quân xe tăng cận vệ 5) và các lữ đoàn bộ binh cơ giới cận vệ 5, 6, 7 (Quân đoàn bộ binh cận vệ 20) đã đánh bật Sư đoàn xe tăng 14 (Đức) khỏi "điểm nút" ở cửa sông Gornyi Tikich - Sinyukha và lao về hướng NovoArkhangensk. Quân đoàn xe tăng 3 (Tập đoàn quân xe tăng cận vệ 2) và Sư đoàn bộ binh cơ giới cận vệ 3 (Tập đoàn quân 27) đã đánh bại Sư đoàn xe tăng 3 và sư đoàn bộ binh 62 (Đức), chiếm giữ nguyên vẹn cây cầu đường sắt ở Talnoye và tiến nhanh về hướng Khristinovka.
Ở cánh phải, Tập đoàn quân 40 cũng phát động cuộc tấn công về Gaisin nhưng do hỏa lực pháo binh không đủ nên đến cuối ngày 6 tháng 3, Quân đoàn bộ binh 50 cần phải dừng lại trước lớp phòng ngự thứ hai của Sư đoàn bộ binh 320 (Đức) có trung đoàn xe tăng 108 (Sư đoàn xe tăng 14) yểm hộ. Tướng F. F. Zhmachenko kéo Trung đoàn pháo tự hành 1898 và Lữ đoàn pháo chống tăng 94 lên hỗ trợ hỏa lực cũng không giải quyết dứt điểm được. Ngày 7 tháng 3, Tư lệnh I. S. Konev điều Quân đoàn xe tăng cận vệ 5 (Tập đoàn quân xe tăng 6) vào khu vực đột phá. Ngày 8 tháng 3, Tập đoàn quân 40 và Quân đoàn xe tăng cận vệ 5 đã vượt qua tuyến đường sắt Lipovets-Uman. Quân đoàn cơ giới cận vệ 5 được triển khai nhằm vào Khristinovka.
Ngày 7 tháng 3, các tập đoàn quân cận vệ 5 và 7 cũng phát động cuộc tấn công hợp điểm về NovoUkrainka. Tập đoàn quân cận vệ 7 chỉ để lại Lữ đoàn bộ binh 3 và Trung đoàn cơ giới 8 phối hợp với cánh phải của Tập đoàn quân 57 giải quyết cứ điểm tiền tiêu Novgorodka của quân Đức. Chủ lực tập đoàn quân gồm 2 quân đoàn bộ binh cận vệ, lữ đoàn xe tăng 27 và 2 trung đoàn pháo tự hành đều tấn công dọc theo con đường bộ Kirovograd-NovoUkrainka. Tập đoàn quân cận vệ 5 cũng huy động cả hai quân đoàn bộ binh tấn công thọc hai bên con đường sắt Lipyanka-NovoUkrainka. Ngày 8 tháng 3, Tập đoàn quân cận vệ 7 chiếm Rovnov (???), đánh thiệt hại nặng Sư đoàn bộ binh 384 (Đức). Lữ đoàn xe tăng 27 lao về đầu mối đường sắt Pomosnaya, phía Nam NovoUkrainka. Tập đoàn quân cận vệ 5 khắc phục được điểm chốt của Sư đoàn bộ binh 9 (Đức) ở Malyi Viskva và áp sát NovoUkrainka. Ngày 9 tháng 3, Quân đoàn bộ binh cận vệ 24 và Lữ đoàn xe tăng 27 (Tập đoàn quân cận vệ 7) đánh chiếm Pomosnaya; Quân đoàn bộ binh 33 (Tập đoàn quân cận vệ 5) đánh chiếm NovoUkrainka. Các sư đoàn bộ binh 9, 17 và Trung đoàn xe tăng 93 (Sư đoàn xe tăng 13 Đức) dựa vào các chướng ngại trong thị trấn đã chống đỡ kịch liệt. Nhưng đến khi các tiểu đoàn súng phun lửa và các trung đoàn pháo tự hành Liên Xô được lên phía trước thì các hỏa điểm phòng thủ của quân Đức, kể cả hỏa điểm bằng xe tăng đều lần lượt bị dập tắt. Sang ngày 10 tháng 3, hai đầu mối đường sắt quan trọng tại NovoUkrainka và Pomoshnaya đều lọt vào tay quân đội Liên Xô. Tàn quân của hai sư đoàn bộ binh Đức được các trung đoàn xe tăng 4, 66 từ Pervomaisk kéo lên yểm hộ, từ từ rút về tuyến sông Nam Bug.
Ngày 9 tháng 3, khu phòng thủ Khristinovka - Uman của quân Đức bị nửa hợp vây từ ba phía. Các sư đoàn xe tăng 13 và 14 Đức chống trả kịch liệt Tập đoàn quân xe tăng 6 tại Potash, phía Bắc Uman. Kết thúc ngày 9 tháng 3, hai bên để lại trên chiến trường gần 200 xe tăng bị bắn cháy và bắn hỏng và quân Đức đã phải tháo lui. Ngày 10 tháng 3, các sư đoàn Đức phòng thủ tại đây buộc phải chia làm hai toán rút lui theo đường sắt từ Khristinovka đi Vapnyanka và đường bộ từ Uman đi Pervomaisk. Nếu như cánh quân bộ binh ở Khristinovka có thể rút về tuyến sông Nam Bug với ít thiệt hại hơn do sau lưng họ không có quân đội Liên Xô, thì cánh quân xe tăng rút về Pervomaisk đã rơi đúng vào tuyến tấn công của Tập đoàn quân xe tăng cận vệ 5 (Liên Xô). Vì không còn nhiên liệu, một số tiểu đoàn xe tăng Đức đã phải bỏ xe tăng, dùng ô tô để rút chạy. Báo cáo chiến đấu của Hội đồng quân sự Phương diện quân Ukraina 2 cho biết quân đội Liên Xô đã bắt giữ nhiều xe tăng của Đức, có hơn 50 xe tăng còn hoạt động được. Kết thúc trận đánh chiếm Khristinovka, Tập đoàn quân xe tăng 6 chỉ còn lại hơn 20 xe tăng và Quân đoàn bộ binh 104 cũng bị tiêu hao sinh lực, được Bộ tư lệnh Phương diện quân rút về lực lượng dự bị để củng cố lại..
Ngày 10 tháng 3, các đơn vị của Tập đoàn quân xe tăng 2, Tập đoàn quân xe tăng cận vệ 5 và Tập đoàn quân 52 đã từ ba hướng đột nhập vào Uman, giải phóng thành phố. Ngày 11 tháng 3, không hề dừng lại tại Uman, các Tập đoàn quân xe tăng và bộ binh Liên Xô tiếp tục tiến công về sông Nam Bug. Quân đoàn xe tăng 3 (Tập đoàn quân xe tăng 3) và Tập đoàn quân 40 vượt qua Breslov (???) đánh chiếm Ladyzhin. Quân đoàn xe tăng 29 (Tập đoàn quân xe tăng cận vệ 5) cùng Tập đoàn quân cận vệ 4 đánh chiếm Gaivoron, Quân đoàn xe tăng 16 (Tập đoàn quân xe tăng 2) và Tập đoàn quân 27 đánh chiếm Dzhulinka, cả hai đều là những đầu cầu quan trọng trên bờ sông Nam Bug. Ở phía Nam, các tập đoàn quân cận vệ 5 và 7 cũng tiến công thuận lợi và bao vây Pervomaisk từ ba phía. Trên bờ trái sông Nam Bug, các đơn vị tiền đội của các tập đoàn quân đã nhanh chóng thiết lập những bàn đạp vượt sông dọc hơn 100 km của mặt trận, đánh chiếm các đầu cầu ở bên kia sông, xây dựng các bến vượt và chuẩn bị nhiều bè, mảng, xuồng, cầu phao cũng như nhiều phương tiện tự chế.

### Vượt sông Dniestr
Sông Nam Bug là một trong hai tuyến phòng thủ chính của Tập đoàn quân 8 (Đức). Ngày 10 tháng 3, Berlin ra lệnh vắn tắt cho tướng Otto Wöhler:
| “            | Phòng tuyến sông Nam Bug phải trở thành một con đập đánh tan các cuộc tấn công của người Nga | ” |
| — Wolfschanz |                                                                                              |   |

Ngày 11 tháng 3, Đại bản doanh Liên Xô có chỉ lệnh mới cho Phương diện quân Ukraina 2:
| “         | Duy trì tốc độ tấn công, liên tục truy kích để không cho quân Đức trụ lại trên tuyên sông Nam Bug. Cánh phải của Phương diện quân phải vượt sông Nam Bug, đánh chiếm Murovannyie (Murovani Kurylivtsi), Mogilev-Podolsky, chiếm các cầu, các bến vượt trên sông Dniestr và vượt sông trong hành tiến. Cánh trái của Phương diện quân (các tập đoàn quân cận vệ 5, 7 phải đánh chiếm Pervomaisk trong thời gian sớm nhất, đến ngày 17 tháng 3 phải tiến ra tuyến Balta - Kotovsk. Zhadov (???) (Tập đoàn quân cận vệ 5) cần hỗ trợ che chắn bên sườn cho Phương diện quân Ukraina 3 đánh chiếm Odessa. Tuyến phân giới giữa hai phương diện quân từ Konstantinovka đến phía Nam Dubotsary (Dubasari). | ” |
| — Stavka, | |   |

Sau hai ngày chuẩn bị, 3 giờ sáng 13 tháng 3, trận vượt sông Nam Bug đầu tiên được tổ chức ở Ladyzhin. Các sư đoàn bộ binh cận vệ 41 và 62 của Tập đoàn quân cận vệ 4 phối hợp với các Lữ đoàn cơ giới 15 và 57 (Tập đoàn quân xe tăng 2) đã sử dụng các bến vượt được tạo bởi các thuyền bè kết lại và vượt sông thành công gần cây cầu đường sắt vừa bị quân Đức phá hủy ngày 11 tháng 3. 7 giờ sáng, cả hai lữ đoàn cơ giới và 2 sư đoàn bộ binh đã có mặt ở hữu ngạn và tấn công Ladyzhin. Sư đoàn bộ binh 198 (Đức) hoàn toàn bị bất ngờ, phải vừa đánh vừa lùi khỏi Ladyzhin. 14 giờ cùng ngày, toàn bộ Quân đoàn bộ binh cận vệ 20 đã sang sông và nhanh chóng mở rộng căn cứ đầu cầu. Ngày 15 tháng 3, các lữ đoàn cơ giới 15, 57 và trung đoàn xe tăng 156 (tăng viện) đã tấn công, đánh chiếm Vapnyarka, một ngã ba đường sắt quan trọng ở phía Tây sông Nam Bug 45 km. Đến ngày 16 tháng 3, trừ hai tập đoàn quân cận vệ 5 và 7 đang tấn công Pervomaisk, các tập đoàn quân của Phương diện quân đều vượt sông trong hành tiến. Ngày 17 tháng 3, sau khi được bổ sung xe tăng và các tổ lái, Quân đoàn xe tăng cận vệ 20 được điều động cho Tập đoàn quân xe tăng 6 đã đến mặt trận và ngay lập tức cùng Tập đoàn quân 40 đột kích vào Mogilev-Podolskiy. Các lữ đoàn cơ giới 15 và 57 sau khi đón gặp Tập đoàn quân 27 vượt sang ở phía Nam Ladyzhin đã đột kích về hướng Yampol-Dniestr.
Ở cánh giữa, Tập đoàn quân xe tăng 5 có lực lượng công binh và phòng không mạnh đã lắp đặt hai cầu pháo dài hơn 110 mét có trọng tải 18 tấn và tổ chức 3 bến vượt bằng phà gỗ trên khu vực từ Dzhulynka đến Gaivoron. Các phi công Đức không thể nào lại gần những cây cầu và bến vượt vì bị hỏa lực cao xạ dày đặc hất lên cao. Khi đó, các máy bay tiêm kích của Tập đoàn không quân 5 xuất hiện và các trận không chiến diễn ra trong khi bộ binh và xe tăng Liên Xô vẫn ào ạt qua sông. Tuy nhiên, các trận không chiến ngày càng thưa dần khi trời bắt đầu đổ mưa và pháo binh có nhiệm vụ thay thế. Từ bờ tả ngạn, pháo binh của các tập đoàn quân và pháo binh hạng nặng của phương diện quân đưa đến đã gần như quét sạch bờ sông, làm sụp đổ các công trình phòng thủ bằng gỗ và đất của quân Đức. Pháo binh Đức cũng tổ chức một số trận phản pháo nhưng do thua kém về số lượng nên không thể bắn hỏng các cầu phao và phá hủy các bến vượt sông của quân đội Liên Xô như họ đã làm được nhiều lần trong Trận sông Dniepr. Ngày 18 tháng 3, quân Đức đã phải rút bỏ hầu hết các vị trí trên bờ phải sông Nam Bug để lùi về tuyến sông Dniestr. Trên con đường chính từ bến phà Dzhulynka đến Kodyma dày đặc quân trang, quân dụng và xe cộ các loại của quân Đức.
Trong khi đó, cuộc chiến giành giật Pervomaisk vẫn diễn ra ác liệt. Từ ngày 13 đến ngày 19 tháng 3, các sư đoàn xe tăng 13 và 24 (Đức) nhiều lần mở cuộc phản công vào Tập đoàn quân cận vệ 7 ở Pomoshnaya để nới rộng vòng vây quanh thành phố. Do lữ đoàn xe tăng cận vệ 27 của Tập đoàn quân cận vệ 7 không đủ sức đánh lui đòn công kích của hai sư đoàn xe tăng Đức, Nguyên soái I. S. Konev điều Quân đoàn cơ giới 7 từ lực lượng dự bị tăng viện cho Tập đoàn quân cận vệ 5 vào thay Tập đoàn quân cận vệ 7 chặn đứng đòn công kích của các xe tăng Đức vào Pomoshnaya và tiếp tục công kích. Tập đoàn quân cận vệ 4 được tăng cường Quân đoàn kỵ binh cận vệ 5 cũng được điều về hướng Pervomaisk. Không chịu nổi đòn công kích của ba tập đoàn quân Liên Xô, các sư đoàn xe tăng 13, 24 và Quân đoàn bộ binh 4 (Đức) phải bỏ Pervomaisk tháo chạy về Banta và Kotovsk. Ngày 22 tháng 3, Quân đội Liên Xô giải phóng Pervomaisk. Ngày 23 tháng 3, Tập đoàn quân cận vệ 7 do chịu nhiều thiệt hại đã phải dừng lại ở Pervomaisk để củng cố. Trong khi đó, Quân đoàn kỵ binh cận vệ 5 và Quân đoàn cơ giới 7 còn đang sung sức đã lập tức truy kích các sư đoàn xe tăng Đức đang rút về Balta và Kotovsk. Quân đoàn bộ binh 4 (Đức) phải cắt rừng chạy về Dubasary sau khi được Quân đoàn bộ binh 52 che chắn bên sườn, tạm thời cản được đòn truy đuổi của Tập đoàn quân cận vệ 5 trên con đường xe lửa Kotovsk - Odessa.
Từ ngày 14 đến ngày 17 tháng 3, các tập đoàn quân cánh phải của Phương diện quân Ukraina 2 tăng tốc độ truy kích lên 20 đến 30 km mỗi ngày và đến ngày 18 tháng 3, đã đánh chiếm Yampol trên sông Dniestr, áp sát Mogilev-Podolsky và đánh chiếm một đầu cầu tại khúc cong nhỏ của sông Dniestr ở phía Bắc Soroki. Ở cánh giữa, Tập đoàn quân xe tăng cận vệ 5 và các tập đoàn quân 52, 53 dễ dàng vượt qua con sông Balta nông và hẹp, đánh chiếm Kodyma và Kamenka. Ngày 18 tháng 3, các quân đoàn bộ binh 47 và 48 cùng Quân đoàn cơ giới cận vệ 5 vượt sông trong hành tiến, đánh chiếm Rybnitsa và tiến về Orgeev. Quân đoàn xe tăng 16 và các quân đoàn bộ binh 73 và 78 cũng vượt sông đánh chiếm Soroki (Soroca) và tiến nhanh đến Bălţi. Phát hiện cánh các tập đoàn quân 52, 53 và xe tăng cận vệ 5 tấn công quá nhanh, Nguyên soái I. S. Konev hạ lệnh cho Tập đoàn quân xe tăng 6 (được tăng cường Quân đoàn xe tăng 20 thay Quân đoàn cơ giới 5) và tập đoàn quân 27 phải nhanh chóng vượt sông. Ngày 18 tháng 3, Lữ đoàn công binh 25 được điều đến bờ đối diện Mogilev-Podolsky. Tại đây họ đã làm được 110 bè và 40 thuyền phao, lắp đặt 4 ponton có sức chở 30 tấn và 8 chiếc phà có sức chở 10 tấn. Ngày 20 tháng 3, công binh Liên Xô đã hoàn thành xây dựng 2 cầu phao dài 225 mét, có tải trọng 40 tấn, bảo đảm cho xe tăng qua sông. Ngày 21 tháng 3, các tập đoàn quân Liên Xô vượt sông Dniestr đánh chiếm một đầu cầu rộng đến 80 km sâu đến 40 km, giải phóng Mogilev-Podolsk. Ở cánh trái, các tập đoàn quân cận vệ 4 và 5 đã vượt qua tuyến phòng ngự lâm thời của Quân đoàn bộ binh 52 (Đức) đánh chiếm Kotovsk và tiến mạnh về Dubasary.

### Hai đoạn sông Prut
Khi cuộc vượt sông Dniestr của quân đội Liên Xô đang diễn ra thuận lợi, hầu hết các quân đoàn phái đi trước của các Tập đoàn đoàn quân đã bắt đầu tác chiến bên hữu ngạn sông Dniestr thì ngày 22 tháng 3, Tổng tư lệnh Liên Xô I. V. Stalin gửi cho I. S. Konev một bức điện hỏa tốc:
| “         | Do sự tụt hậu của Phương diện quân Ukraina 3 bởi sức chống cự mạnh của đối phương ở hạ lưu sông Nam Bug. Tôi ra lệnh: 1- Cánh trái của Phương diện quân Ukraina 2, trong đó, Tập đoàn quân cận vệ 5 sau khi vượt qua Pervomaisk cần di chuyển về phía Nam, Bendery (Bender), Tiraspol. Tập đoàn quân 53 chuyển mục tiêu hướng đến Dubotsary (Dubasari). Tránh lãng phí quân tập trung vào trung lưu Dniestr. 2- Cánh phải vượt sông Prut, tổ chức một đòn đánh của 2 tập đoàn quân bộ binh, 2 tập đoàn quân xe tăng dọc theo bờ Tây sông Dniestr, nhằm hướng Ungheny, Chişinău. 3- Giao nhiệm vụ cho Tập đoàn quân xe tăng cận vệ 5 đột kích vào Chişinău trên bờ Tây sông Dniestr. 4- Thời gian tấn công không muộn hơn ngày 24 hoặc 25 tháng 3. Các cuộc tấn công trên bờ Đông sông Dniestr vẫn tiếp tục | ” |
| — Ivanov, | |   |

Nhận được bức điện, I. S Konev thốt lên: "Đây là một nhiệm vụ nghẹt thở". Nó làm tăng giãn cách giữa các tập đoàn quân. Trong đó, Tập đoàn quân 40 khi tiến đến Khotyn theo kế hoạch thì giãn cách giữa tập đoàn quân này với Tập đoàn quân 27 có thể lên đến vài chục km. Do mệnh lệnh yêu cầu phải tổ chức tấn công dọc bờ Tây Dniestr bằng 2 tập đoàn quân xe tăng trong khi Tập đoàn quân xe tăng 5 có nhiệm vụ đột phá đến Chişinău, cánh bắc hầu như không còn lực lượng xe tăng đáng kể. I. S. Konev phải điều Tập đoàn quân cận vệ 7 (chưa phục hồi hoàn toàn) lên cánh Bắc và chêm nó vào chỗ trống giữa các tập đoàn quân 27 và 40, đồng thời đề nghị I. V. Stalin cho chuyển dịch tuyến phân giới với Phương diện quân Ukraina 1 chếch xuống phía Nam đến khu vực Seret (Siret) - Redeutsi (Radauti). I. V. Stalin chấp thuận.
Có thêm lực lượng bộ binh và chính diện được thu hẹp lại, trong các ngày từ 26 đến 27 tháng 3, các tập đoàn quân 27, 52 đã tổ chức vượt sông Prut thành công ở Lopatnika (Lopatnic), đánh chiếm Botoşani và tiến về phía Nam để hội quân với các Tập đoàn quân xe tăng 2, 6 tại phía Bắc Iaşi. Ngày 28 tháng 3, 6 sư đoàn bộ binh và Sư đoàn đổ bộ đường không 3 của các tập đoàn quân nói trên đã tác chiến trên lãnh thổ Romania. Ngày 30 tháng 3, cánh trái của Tập đoàn quân 40 và Tập đoàn quân cận vệ 7 cũng vượt sông Prut ở Lipkany, tràn qua Dorokhoy (Dorohoi) và tiến ra bố trí phòng ngự trên tuyến Radeutsy (Radauti) - Suchava (Suceava) - Felticheny (Falticeni). Cánh trái của Tập đoàn quân số 40 của Phương diện quân Ukraina 2 vẫn phải tiếp tục thực hiện nhiệm vụ được giao cho họ là cắt đường lui của Tập đoàn quân xe tăng 1 (Đức). Cùng phối hợp với họ là các đơn vị của Phương diện quân Ukraina 1 đang thanh toán quân Đức trong "cái chảo" Kamenets-Podolsk. Sau khi đánh lui một đợt phản kích của Quân đoàn xe tăng 3 Đức tại Khotyn, Quân đoàn bộ binh 104 và Quân đoàn cơ giới cận vệ 5 đã mở đòn tấn công từ đầu cầu vượt sông tới Dnister nhưng đến ngày 3 tháng 4 mới nối được liên lạc với Tập đoàn quân xe tăng 4 (Liên Xô) tại Khotyn.
Nhận thấy Quân đội Liên Xô đã tiến vào lãnh thổ Moldova; các mũi tiến công của phương diện quân Ukraina 1 và 2 đã chia cắt Cụm Tập đoàn quân Nam (Đức) thành hai mảnh; Tập đoàn quân 8 của Đức đã bị chia cắt khỏi Tập đoàn quân xe tăng 1 và cuối cùng được phiên chế vào Cụm Tập đoàn quân A; I. V. Stalin cho rằng đối tượng mới của Phương diện quân Ukraina 2 lúc này chính là Cụm Tập đoàn quân A hiện đang bị Phương diện quân Ukraina 3 bao vây ở Bereznegovatoye – Snigirevka. Ông gợi ý với I. S. Konev rằng một cơ hội mở ra cho Phương diện quân Ukraina 2 khi họ có thể mở một đòn tấn công tại hướng Nam để cắt đứt đường lui của Cụm tập đoàn quân A phía bên kia Dniester và cùng với Phương diện quân Ukraina 3 tiêu diệt nó. Tuy nhiên, diễn biến trên chiến trường đã vượt ra ngoài dự đoán của I. V. Stalin.
Tình hình ở cánh Nam của Phương diện quân Ukraina 2 bắt đầu diễn biến phức tạp. Ngày 1 tháng 4, các tập đoàn quân xe tăng 2 và 6 (Liên Xô) phải rất vất vả mới chiếm được trung tâm phòng ngự Bălţi rất mạnh do ba sư đoàn xe tăng Đức đóng giữ. Tập đoàn quân xe tăng cận vệ 5 đã suy yếu không thể tiến về Chişinău như kế hoạch mà phải hỗ trợ cho Tập đoàn quân 52 khép chặt sườn trái với Tập đoàn quân cận vệ 4. Để cứu vãn tình hình, 18 sư đoàn và 3 lữ đoàn Đức - lực lượng dự bị chiến lược cuối cùng của quân Đức trong khu vực Balkan đã được đưa đến chiền trường. Trước tình hình quân Đức được tăng viện và sức kháng cự của họ tăng dần lên, vào thượng tuần tháng 4 năm 1944, Quân đội Liên Xô chuyển sang phòng ngự dọc theo khu vực Dubăsari, phía bắc Iaşi, và cách 60 cây số về phía Nam Botoşani. Trên hướng này, Tập đoàn quân 8 (Đức) đã tổ chức phòng thủ thành công khi đưa đến đây 4 sư đoàn xe tăng và 1 sư đoàn cơ giới. Mặt trận của Phương diện quân Ukraina 2 cũng bị chia đôi. Cánh Bắc đã ở hữu ngạn sông Prut và tác chiến trên lãnh thổ Romania - Moldova. Cánh Nam, trong đó có ba tập đoàn quân xe tăng vẫn còn ở bên tả ngạn sông Prut và phải đối phó với các đòn phản công sắp tới của quân Đức.

### Trên biên giới Romania
Các tập đoàn quân xe tăng của Phương diện quân Ukraina 2 đã tiến đến biên giới Moldova với những tổn thất không nhỏ trên hành trình hơn 350 km tấn công. Nhiều xe tăng đã bị hỏng do nguyên nhân chiến sự và kể cả các nguyên nhân phi chiến sự. Nguyên soái I. S. Konev thừa nhận đến ngày 2 tháng 4, Tập đoàn quân xe tăng 2 chỉ còn lại 36 xe tăng và 12 pháo tự hành, Tập đoàn quân xe tăng cận vệ 5 chỉ còn lại 9 xe tăng và 7 pháo tự hành, Tập đoàn quân xe tăng 6 còn 40 xe tăng và 6 pháo tự hành. Bộ tư lệnh Phương diện quân đã phải tạm rút các Quân đoàn xe tăng 29 (đang chiến đấu như bộ binh) khỏi Tập đoàn quân xe tăng cận vệ 5, đưa về Pervomaisk để trang bị lại. Thay vào đó là Quân đoàn cơ giới 8 lấy từ lực lượng dự bị của Phương diện quân đang đóng trong khu vực Bălţi. Các lữ đoàn pháo tự hành 10 và 61 từ lực lượng dự bị cũng được điều đến Quân đoàn xe tăng 18 và Quân đoàn cơ giới cận vệ 5. Quân đội Liên Xô tạm ổn định phòng ngự trên tiền duyên từ Dubotsary, qua phía Bắc Iaşi đến Paşcani nhưng không còn sức tấn công.
Trong khi đó, tướng Otto Wöhler được tăng viện Sư đoàn xe tăng 23 từ Cụm tập đoàn quân A (tái lập), Sư đoàn xe tăng 3 SS "Totenkopf", Sư đoàn xe tăng SS "Grossdeutschland" lấy từ Tập đoàn quân xe tăng 1 (Đức) và Sư đoàn xe tăng "Đại Romania" của Tập đoàn quân 4 Romania. Các sư đoàn xe tăng 3, 13, 14 (Đức) được phục hồi đã tăng đáng kể sức chiến đấu. Các mục tiêu Targu Frumos, Podu Iloaiei, Heleşteni và Paşcani phía Bắc và Tây Bắc Iaşi trở thành trọng điểm của cuộc chiến. 15 sư đoàn bộ binh lấy từ Cụm tập đoàn quân Srbya, Cụm tập đoàn quân F ở Khrvatya và Cụm tập đoàn quân E ở Hy Lạp đã được điều đến tăng viện cho Tập đoàn quân 8 (Đức). Với lực lượng còn sung sức, tướng Otto Wöhler không chỉ tin tưởng phòng ngự tích cực mà còn tính đến chuyện phản công, hất quân đội Liên Xô ra xa biên giới Romania.
Ngày 9 tháng 4, Quân đoàn bộ binh 35 (Tập đoàn quân 27) tấn công vào các thị trấn Hârlǎu. Sư đoàn bộ binh cận vệ 42 (Tập đoàn quân 40) đánh chiếm Paşcani. Các sư đoàn bộ binh 1 và 6 Romania phòng thủ tại đây đều bị đánh bại nhanh chóng. Quân đoàn bộ binh 35 chiếm được khu bàn đạp Podu Iloaiei có chiều rộng 11 km, chiều sâu 4,5 km. Như thường lệ, xe tăng Liên Xô được đưa ngay đến căn cứ bàn đạp vừa chiếm được. Ngày 10 tháng 3, Tập đoàn quân xe tăng 2 (Liên Xô) tổ chức đột phá trên bờ Đông sông Prut và đánh chiếm Targu Frumos. Ngày 11 tháng 4, Sư đoàn xe tăng SS "Grossdeutschland" gồm 160 xe tăng, kể cả 40 xe tăng Panther và 40 xe tăng Tiger I đã tổ chức phản công. Với số lượng xe tăng áp đảo, Sư đoàn "Grossdeutschland" đã đánh bật Tập đoàn quân xe tăng 2 (Liên Xô) về phía Bắc từ 8 đến 11 km, chiếm lại bàn đạp Podu Iloaiei và cô lập cánh quân bộ binh Liên Xô gồm các sư đoàn bộ binh 93, 206 và Sư đoàn đổ bộ đường không 3 hiện đang có mặt tại Targu Frumos. Các quân đoàn bộ binh 1 và 7 Romania cũng liên tục vây ép ba sư đoàn Liên Xô. Ngày 12 tháng 3, Quân đoàn xe tăng 20 (Liên Xô) được điều đến cửa đột phá, mở đường cho 3 sư đoàn Liên Xô thoát vây. Sau trận đánh, Đại bản doanh Bộ Tổng tư lệnh Liên Xô tiếp tục rút Tập đoàn quân xe tăng 2 khỏi mặt trận để trang bị lại và điều nó đến hướng Lvov - Kovel
Ngày 6 tháng 5, Phương diện quân Ukraina 2 nhận được lệnh chuyển sang trạng thái phòng thủ giữ vững các trận địa đã chiếm lĩnh trên tuyến Krasnoylsk, Felticheny, Paşcani, Bắc Iaşi, Orgeev, Dobutsary. Tuy nhiên, I. V. Stalin vẫn yêu cầu I. S. Konev vạch kế hoạch để chuẩn bị tấn công vào cuối tháng 5. Nhưng một lần nữa, kế hoạch tấn công này đã không được thực hiện do cuộc phản công lần thứ hai của Tập đoàn quân 8 (Đức) trên khu vực phía Bắc Iaşi. Ngày 30 tháng 5, tướng Otto Wöhler tập trung 4 sư đoàn xe tăng, 1 sư đoàn cơ giới và 7 sư đoàn bộ binh tổ chức phản công từ Iaşi lên phía Bắc, dọc theo con đường sắt Iaşi - Bălţi. Các sư đoàn Romania cũng tấn công đồng loạt trên tuyến Targu Frumos - Paşcani. Cánh quân của các sư đoàn xe tăng "Grossdeutschland", 14, 23 (Đức) đạt được kết quả lớn nhất, họ đã đẩy lùi quân đội Liên Xô thêm 30 km về phía Bălţi và đe dọa tiến vào sau lưng các Tập đoàn quân 27, 40 và cận vệ 7 (Liên Xô) đang ở phía Tây sông Bug. Bộ Tư lệnh Phương diện quân Ukraina 2 phải điều ngay Tập đoàn quân xe tăng cận vệ 5 đã được tái trang bị phối hợp với Tập đoàn quân xe tăng 6 chặn đứng các sư đoàn xe tăng Đức ở phía Nam Bălţi, đẩy lùi các sư đoàn này về phía Iaşi. Trong các trận đánh từ 30 tháng 5 đến ngày 6 tháng 6, hai bên đều thiệt hại nặng nề. Quân Đức giữ được tuyến đường sắt Paşcani - Iaşi - Chişinău - Tiraspol rất quan trọng cho việc cơ động phòng thủ. Quân đội Liên Xô giữ thế phòng ngự ở mặt trận này và chuyển hướng tấn công lớn sang chiến trường Byelorussia.

## Kết quả, đánh giá và ảnh hưởng

### Kết quả
Chiến dịch Uman-Botoşani là một thắng lợi lớn của Hồng quân Liên Xô với việc Tập đoàn quân số 8 của Đức gần như bị đánh tan với hơn nửa quân số thương vong, cánh phải của Tập đoàn quân 6 (Đức) cũng bị thiệt hại và Tập đoàn quân xe tăng 1 bị hủy diệt một phần. Do mặt trận của Cụm Tập đoàn quân Nam (Đức) đã bị xẻ làm đôi, ngày 17 tháng 3, OKH phải tổ chức lại nó thành Cụm Tập đoàn quân Nam Ukraina (chỉ huy: Ferdinand Schörner) và Cụm Tập đoàn quân Bắc Ukraina (chỉ huy: Walter Model). Mười sư đoàn Đức Quốc xã bị mất từ 50 đến 75% quân số cùng phần lớn các loại trang bị nặng. Theo Văn phòng thông tin Liên Xô (Sovinform), thiệt hại của quân Đức là 118.403 người chết, 27.393 người bị bắt, 165 máy bay, 688 xe tăng và pháo tự hành, 5.600 ôtô, 2.830 đại bác, 2.994 súng cối cùng với nhiều phương tiện vũ khí khác. Nguyên soái I. S. Konev đưa ra con số thấp hơn. Theo ông, có khoảng 62.000 quân Đức chết trận. Quân đội Liên Xô bắt 18.763 tù binh, phá hủy khoảng 400 xe tăng, 2.050 pháo và súng cối, 3.350 súng máy hạng nặng, phá hủy và thu giữ khoảng 21.000 xe quân sự, gần 200 xe tăng và 350 khẩu pháo của Đức bị Quân đội Liên Xô thu giữ trên các đoàn tàu quân sự tại các nhà ga. Quân đội Liên Xô cũng chịu thiệt hại 66.000 người chết và 200.000 người bị thương (kể cả quân số thương vong trong các hoạt động phòng ngự sau chiến dịch). Nguyên soái I. S. Konev thừa nhận các tập đoàn quân xe tăng của ông đã mất 516 xe tăng và 89 pháo tự hành nhưng đã được bù đắp một phần nhờ số xe tăng thu giữ được từ quân Đức.
Quân đội Liên Xô đã tiến sâu từ 200 đến 250 km và giải phóng nhiều vùng đất đai của Ukraina và Moldova, tiến vào miền Tây Bắc Rumani. Trong quá trình chiến dịch, Quân đội Liên Xô đã giải phóng Uman, Vapnyarka, Pervomaisk, Novoukrainka, Mogilev Podolsky, Kotovsk, Bălţi và nhiều thành phố khác. Đà tiến quân của Liên Xô chỉ bị chặn lại trong 2 cuộc phản công của quân Đức ở Târgu Frumos giữa tháng 4 và cuối tháng 5 năm 1944. Kể từ đó, mặt trận khu vực này trở nên ổn định cho tới tháng 8 năm 1944, khi các Phương diện quân Ukraina 2 và 3 (Liên Xô) phát động Chiến dịch tấn công chiến lược Iaşi-Chişinău, đánh tan Cụm Tập đoàn quân Nam Ukraina (Đức), mở đường tiến vào Balkan và theo sườn phía Nam dãy núi Carpath đánh vào Nam Tư và Hungary, tiếp cận biên giới Đông Nam nước Đức Quốc xã.

### Đánh giá

#### Quân đội Liên Xô
Điểm mạnh
Chiến dịch được chuẩn bị hết sức kỹ lưỡng từ kế hoạch hành động tổng thể đến chính diện tấn công và chiều sâu nhiệm vụ cụ thể của từng tập đoàn quân và quân đoàn, của thê đội 1 và thê đội 2. Trong kế hoạch cũng chỉ rõ chiều sâu nhiệm vụ của ba giai đoạn tấn công, tương ứng với kết nối giữa các giai đoạn là các trận đánh vượt sông hoặc các trận công kiên đánh chiếm các cụm cứ điểm mạnh của quân Đức. Do công tác hậu cần đảm bảo chắc chắn nên các cuộc vượt sông đều được chuẩn bị chu đáo hơn rất nhiều so với Chiến dịch Dniepr. Vì được chuẩn bị chu đáo về nhiên liệu, bảo đảm cơ số xăng dầu, chuẩn bị sẵn các xe kéo trợ lực, các phương tiện vượt lầy nên các tập đoàn quân Liên Xô tiến công với tốc độ nhanh, đạt tốc độ trung bình 13,7 km/ngày; riêng xe tăng cơ giới có ngày đạt trên 45 km. Tốc độ tấn công nhanh đã khiến quân Đức không kịp sơ tán các tài sản quân sự và nhiều thứ trong số đó đã rơi vào tay Quân đội Liên Xô, bao gồm cả xe tăng, máy bay và trọng pháo.
Chiến dịch được đánh giá cao bởi việc chỉ huy linh hoạt, phản ứng mau lẹ trước sự biến đổi của tình huống và việc tổ chức cùng như mối liên hệ rõ ràng, minh bạch giữa các Tập đoàn quân và các đơn vị không quân. Hồng quân đã thể hiện trình độ rất cao của kỹ năng quân sự trong các lĩnh vực tổ chức chiến dịch, nhất là trong việc tổ chức vượt sông và vận động binh lực ở tầm mức chiến dịch. Chiến dịch được thực thi một cách thành công trong điều kiện bùn đất lầy lội (rasputitsa) đặc trưng của mùa xuân Nga và Hồng quân Liên Xô phải thực hiện nhiều trận đánh vượt sông liên tiếp nhau ở sáu con sông mà không hề ngừng nghỉ: Gorniy Tikach, Bug Nam, Dnister, Reut, Prut và Siret. Chiến dịch này cũng là lần đầu tiên mà 3 Tập đoàn quân xe tăng được sử dụng cùng một thời điểm trong việc mở đột phá khẩu chính trên một chính diện hẹp của mặt trận.
Việc chuẩn bị sẵn sàng những lực lượng dự bị rất lớn gồm 1 quân đoàn kị binh, 1 quân đoàn xe tăng và 2 quân đoàn cơ giới đã làm cho chiến dịch gần như không có tạm dừng. Trong trường hợp một quân đoàn xe tăng cơ giới bị tổn thất và phải rút ra củng cố đã có ngay một quân đoàn khác vào thay thế (thường gọi là xa luân chiến) đã làm cho cuộc tấn công không bị gián đoạn. Chiến thuật đó còn bảo đảm cho các đơn vị xe tăng, cơ giới và bộ binh Liên Xô vẫn còn đủ sức để đứng vững và chặn đứng các cuộc phản công rất mạnh của quân Đức vào giai đoạn cuối cùng của chiến dịch và giữ được thế có lợi trên chiến tuyến.
Điểm mới trong chiến dịch này là lần đầu tiên, một số sư đoàn bộ binh được cơ giới hóa, sử dụng ô tô để di chuyển. Việc trang bị mới này đã làm cho bộ binh luôn theo kịp xe tăng, thiết giáp trong quá trình tấn công để yểm hộ lẫn nhau mà vẫn bảo đảm tốc độ tấn công nhanh. Nó cũng chấm dứt việc xe tăng phải chở bộ binh trong hành tiến tấn công, dễ làm cho nhiều lính bộ binh thương vong cùng với xe tăng khi bị trúng bom, pháo của đối phương. Cuối cùng, việc tập trung pháo binh với mật độ cao đã bảo đảm phá hủy gần như hoàn toàn các công trình phòng thủ của quân Đức trên tuyến đầu và các tuyến khác, phá vỡ chiến thuật trì hoãn chiến trên từng tuyến sông của quân đội Đức Quốc xã.
Điểm yếu
Kết quả chiến dịch này và Chiến dịch tấn công Proskurov-Chernovtsy đã bộc lộ một số điểm yếu trong chỉ đạo tác chiến của Đại bản doanh Bộ Tổng tư lệnh Liên Xô (STAVKA) cũng như sự phối hợp giữa các phương diện quân.
Trước hết là mục tiêu kế hoạch. STAVKA ban đầu cũng chỉ dám nghĩ đến mục tiêu chiến dịch là tuyến sông Dniestr. Do đó, khi chiến dịch phát triển diễn biến quá nhanh thì sự chỉ đạo đã có phần lúng túng. Nếu như kìm giữ cánh phải của Phương diện quân thì có thể đạt được mục tiêu tập trung binh lực cùng với Phương diện quân Ukraina 1 giải quyết cái túi Kamenets Podolsky nhưng lại không đạt được mục tiêu không cho quân Đức trụ lại để phòng thủ trên tuyến sông Prut. Việc Phương diện quân tiến nhanh đến sông Prut cũng làm cho giới ngoại giao Liên Xô bị động và trong một thời gian ngắn cuối chiến dịch, họ không kịp đề xuất các biện pháp ứng xử với Romania, một đồng minh thân cận của nước Đức Quốc xã.
Các cánh quân của Phương diện quân cũng không giữ được tốc độ tấn công tương thích với nhau. Đội hình bố trí xen kẽ các tập đoàn quân xe tăng và bộ binh trong tấn công (trừ hai tập đoàn quân cận vệ 5 và 7) đã không giữ được trong suốt quá trình tấn công. Trong khi ba tập đoàn quân xe tăng nhanh chóng vượt lên phía trước thì các tập đoàn quân cánh phải bị tụt lại phía sau trong giai đoạn giữa chiến dịch đã có lúc tạo ra những khoảng trống nguy hiểm giữa xe tăng và bộ binh. Tập đoàn quân xe tăng cận vệ 5 đã một lần phải dừng lại chờ bộ binh theo kịp.
Cánh phải của Phương diện quân có chiều sâu nhiệm vụ ngắn hơn nhưng do binh lực phòng thủ của quân Đức ở phía sau (từ sông Dniestr trở đi) chủ yếu là các đơn vị Romania có sức chiến đấu kém hơn quân Đức nên cánh phải đã vượt lên trước. Trong khi đó, các tập đoàn quân cận vệ 5 và 7 phải khắc phục nhiều cứ điểm mạnh của quân Đức trên đường tiến quân nên tốc độ tấn công chậm hơn. Về cuối chiến dịch, giãn cách giữa hai cánh Bắc và Nam của Phương diện quân Ukraina 2 rộng ra đã làm xuất hiện một lỗ hổng phía trước Paşcani - Iaşi và các sư đoàn xe tăng đã tấn công vào chỗ yếu đó, buộc Phương diện quân phải dừng lại tổ chức phòng thủ.
Cuối cùng, Phương diện quân Ukraina 3 tấn công chậm đã làm ảnh hưởng đến cánh trái của Phương diện quân Ukraina 2, tạo thuận lợi cho quân Đức rút được một số trung đoàn xe tăng ở phía Tây sông Dniepr về củng cố tuyến phòng thủ Iaşi-Chişinău để đến tháng 8, hai phương diện quân Liên Xô phải tổ chức một chiến dịch hợp vây quy mô mới giải quyết được "cánh cửa vào Balkan".

#### Quân đội Đức Quốc xã
Điểm mạnh
Tướng Otto Wöhler tỏ ra là con người thực tế khi bố trí phòng thủ trên các tuyến sông, những chướng ngại tự nhiên được sử dụng để làm chậm tốc độ tấn công của đối phương và có thể lợi dụng điều đó để tiêu hao sinh lực của bên tấn công. Việc bố trí phòng thủ cũng tương đối chắc chắn, đặc biệt là trên tuyến sông Nam Bug theo chỉ dẫn của thống chế Erich von Manstein. Với binh lực ít hơn nhưng tại các tuyến phòng thủ này, quân Đức cũng làm chậm lại tốc độ tấn công của quân đội Liên Xô từ 1 đến 2 ngày. Mặc dù có ít xe tăng hơn nhưng tướng Otto Wöhler đã bố trí xe tăng chốt chặn ở nhũng điểm vượt sông hiểm yếu (trừ Uman, theo lệnh trực tiếp của Hitler).
Về cuối chiến dịch, phát hiện điểm yếu của quân đội Liên Xô khi triển khai tấn công trong tình trạng "hụt đà" ở Iaşi, quân Đức đã tổ chức phản công bằng các lực lượng dự bị mạnh; có lúc đã đe dọa phía sau lưng những tập đoàn quân Liên Xô đã vượt sông Prut ở phía Bắc Iaşi, gây những lo ngại cho Bộ Tổng tư lệnh Liên Xô, buộc quân đội Liên Xô phải hoãn lại việc thực hiện kế hoạch tấn công cuối tháng 5 năm 1944.
Các chỉ huy Đức ở Cụm tập đoàn quân Nam Ukraina sau ngày 17 tháng 3 (Otto Wöhler, Karl-Adolf Hollidt, Maximilian de Angelis, Ferdinand Schörner và Johannes Hans Frießner) tỏ ra linh hoạt hơn so với các tướng chỉ huy các tập đoàn quân và quân đoàn của Cụm tập đoàn quân Bắc Ukraina. Trừ cụm cứ điểm Uman bị nửa hợp vây, họ thường rút sớm các binh đoàn có nguy cơ bị bao vây về các tuyến phòng ngực phía sau và cuối cùng, trụ lại được trên biên giới Romania, buộc quân đội Liên Xô phải tiêu hao sinh lực và phương tiện để tổ chức các đòn công kiên trong tình trạng suy yếu vào các cứ điểm đã được chuẩn bị sẵn ở trung lưu sông Prut.
Cuối cùng, những biện pháp phòng thủ cứng rắn của quân đội Đức Quốc xã cũng đã làm cho I. V. Stalin phải yêu cầu các cấp dưới của mình không được chủ quan khinh địch. Ngày 1 tháng 5 năm 1944, khi đại tướng A. I. Antonov, Tổng tham mưu trưởng Quân đội Liên Xô và trung tướng S. M. Stemenko, Cục trưởng Cục tác chiến của Bộ Tổng tham mưu trình dự thảo nhật lệnh với những lời lẽ đầy phấn khích và tin tưởng rằng mọi khó khăn ở nước ngoài sẽ sớm được khắc phục thì I. V. Stalin đã sớm làm nguội lạnh sự quá trớn đó. Ông nói:
| “               | Quân đội phát xít Đức bây giờ như con thú dữ bị thương, đang buộc phải bò về hang ổ để chữa chạy các thương tích. Nhưng con thú dữ bị thương còn nguy hiểm hơn một con thú dữ lành lặn... Vì thế, việc giải phóng các dân tộc đang bị phát xít nô dịch cũng không kém phần khó khăn như hồi đánh đuổi chúng ra khỏi đất nước Liên Xô | ” |
| — I. V. Stalin. | |   |

Điểm yếu
Điểm yếu cố hữu của quân Đức trong giai đoạn cuối của cuộc chiến tranh vẫn là thiếu hụt về quân số và trang bị đã ảnh hưởng đến kế hoạch phòng thủ của tướng Otto Wöhler. Với quân số khoảng 400.000 quân và số lượng xe tăng ít hơn, riêng về pháo binh còn ít hơn đối phương 2 lần; việc phòng thủ trên nhiều tuyến đã làm giãn mỏng binh lực phòng thủ. Do đó, Tập đoàn quân 8 (Đức) không có tuyến nào thực sự mạnh để ngăn chặn cuộc tấn công của Phương diện quân Ukraina 2 ngay trong nội địa Ukraina. Chỉ đến khi được tăng viện 18 sư đoàn vào cuối chiến dịch thì tuyến phòng thủ cuối cùng của Tập đoàn quân 8 trên sông Prut mới tạm thời ổn định và có ưu thế tương đối về binh lực và phương tiện.
Do có ít pháo mặt đất nên sự trông chờ vào hỏa lực của không quân Đức cũng là một điểm yếu của kế hoạch phòng thủ. So với năm 1943, Tập đoàn quân không quân 4 (Đức) không còn đủ lực lượng để yểm hộ cho hai hướng chiến lược cùng một lúc. Mặc dù được tăng cường trang bị như các sư đoàn không quân Đức nhưng không quân Romania không có nhiều kinh nghiệm không chiến và tấn công mặt đất như không quân Đức, không thể thay thế vai trò của Tập đoàn quân không quân 4 trên những hướng chiến lược quan trọng. Trong khi đó, những trận ném bom liên tiếp của không quân Hoa Kỳ vào khu vực công nghiệp dầu mỏ Ploiești đã làm phân tán một phần hoạt động của Cụm Nam thuộc Tập đoàn quân không quân 4 (Đức) khi cụm này vừa làm nhiệm vụ yểm hộ hướng Nam Ukraina vừa yểm hộ cho Tập đoàn quân 17 (Đức) trên bán đảo Krym. Thời tiết mây và mưa đầu xuân cũng làm cho hoạt động của không quân hai bên đều giảm đi rất nhiều. Nhưng đối với quân Đức, điều đó đồng nghĩa với việc mất đi hỏa lực chủ yếu yểm hộ phòng thủ trên mặt đất khi pháo binh không còn đủ để đảm nhận nó.
Thất bại của Tập đoàn quân xe tăng 1 (Đức) ở phía Bắc đã ảnh hưởng tiêu cực đến sức phòng thủ của Tập đoàn quân 8. Nếu như tại thời điểm tháng 12 năm 1943. Tập đoàn quân 8 có trong tay sức mạnh của một cụm tập đoàn quân thi đến đầu năm 1944, với việc chuyển giao nhiều sư đoàn xe tăng cho Tập đoàn quân xe tăng 1, sức chiến đấu của Tập đoàn quân 8 đã giảm đi rất nhiều. Trong Chiến dịch tấn công Proskurov-Chernovtsy, Tập đoàn quân xe tăng 1 (Đức) bị mắc kẹt tại "cái túi" Kamenets Podolsky đã không thể hỗ trợ cánh trái của Tập đoàn quân 8 trong khi đây là hướng chia cắt quan trọng nhất của chiến dịch Uman-Botoşani.
Sai lầm cuối cùng, như mọi khi, vẫn thuộc về Hitler. Một mặt, ông ta chấp nhận kế hoạch phòng thủ bốn tuyến của tướng Otto Wöhler, mặt khác ông ta lại yêu cầu phải biến Uman, NovoUkrainka, Pervomaisk cũng như một loạt các cứ điểm khác ở Vinitsa, Proskurov, Tarnopol ở phía Bắc Ukraina và Krivoy Rog, Nikopol, Sevastopol ở phía Nam thành những "pháo đài của Quốc trưởng" (danh xưng do Goebbel đặt). Mệnh lệnh này trái với sự phòng thủ linh hoạt mà ông ta nêu trong Chỉ thị 51. Trong tình trạng không đủ quân số và phương tiện thì phòng ngự cơ động tỏ ra có hiệu quả hơn. Nhưng việc bố trí các "pháo đài" như vậy thực chất đã phá vỡ chiến thuật phòng ngự cơ động, dẫn đến những tổn thất lớn cho quân Đức tại các "pháo đài" đó một khi nó bị bao vây và tiêu diệt.

### Ảnh hưởng

#### Chính trị
Sự kiện quân đội Liên Xô tiến ra biên giới quốc gia gây ảnh hưởng lớn đến các hoạt động chính trị của nhiều nước tham gia cuộc Chiến tranh thế giới thứ hai.
Tại Romania, nước chịu ảnh hưởng trực tiếp từ cuộc Chiến tranh Xô-Đức, những xáo động đã xuất hiện trong hoàng gia và chính phủ Ion Antonescu. Ngày 26 tháng 3, trở về nước sau thời gian "nghỉ dưỡng" ở Thụy Sĩ, ông ta gửi một bức thư cho Hitler, có đoạn viết:
| “                | Trở về nước, tôi thấy rằng tình hình đã khác biệt hơn nhiều so với khi tôi còn là thành viên của Tổng hành dinh của các lực lượng vũ trang... Kẻ thù đã đẩy những lực lượng Đức ra khỏi sông Nam Bug và sông Dniestr, tiến sâu vào sau lưng các lực lượng chúng tôi chỉ còn cách Stefaneşti, Iaşi từ 20 đến 30 km. Cuộc thoái lui của Tập đoàn quân xe tăng 1 là không thể chấp nhận được. Tuyến phòng thủ của Tập đoàn quân 8 ở khu vực Mogilev Podolsky - Kamenka cũng không đáng tin cậy nữa | ” |
| — Ion Antonesku, | |   |

Ngày 20 tháng 3, vua Romania Mihai I (Hoàng thân Hohenzollern), lúc đó đang ở Thụy Sĩ, cử công tước Mihai Ştirbu là đại sứ Romania tại Ankara (Thổ Nhĩ Kỳ) tiếp xúc với đại sứ Liên Xô tại đây để bàn về việc đình chiến giữa quân đội hai nước và các ảnh hưởng chính trị có liên quan. Cuộc đàm phán kéo dài hơn một tuần. Đến ngày 12 tháng 4, Vua Mihai yêu cầu Antonescu phải ký kết với Liên Xô một hiệp ước đình chiến. Sau khi bác bỏ những thông tin không chính xác đăng trên các báo chí Thụy Sĩ ngày 22 tháng 3; ngày 12 tháng 4, TASS mới công bố bản dự thảo thỏa thuận 6 điểm giữa hai đoàn đàm phán Hoàng gia Romania và Chính phủ Liên Xô gồm có:
1. Romania cắt đứt quan hệ với Đức, quân đội Romania tham gia vào cuộc đấu tranh chung của quân đội các nước đồng minh, bao gồm cả Hồng quân, chống lại quân đội Đức để khôi phục lại độc lập và chủ quyền của Romania.
2. Khôi phục lại đường biên giới Liên Xô-Romania như các hiệp ước biên giới Liên Xô-Romania năm 1940.
3. Bồi thường thiệt hại gây ra bởi các hoạt động quân sự và chiếm đóng của Romania trên lãnh thổ Liên Xô.
4. Hồi hương tất cả các tù nhân chiến tranh của Liên Xô và các nước Đồng minh đang bị giam giữ tại Romania
5. Tạo điều kiện cho Quân đội Xô Viết cũng như các lực lượng đồng minh khác được di chuyển tự do trên lãnh thổ Romania theo bất kỳ hướng nào nếu yêu cầu của tình hình quân sự đòi hỏi. Chính phủ Rumani phải bảo đảm hợp tác, cung cấp đầy đủ phương tiện vận tải trên đất liền và bằng đường hàng không.
6: Chính phủ Liên Xô bác bỏ phán quyết của Hội nghị Viên ngày 2 tháng 11 năm 1938 và tất cả các hiệp ước bất bình đẳng khác đối với vùng Transilvania của România và sẽ giúp đỡ România thu hồi vùng Transilvania.
Tuy nhiên, chính phủ Antonescu đã bác bỏ dự thảo thỏa thuận này và tiếp tục đứng về phía nước Đức Quốc xã. 18 sư đoàn Đức được đưa vào Romania để cùng với 2 tập đoàn quân Romania chống lại quân đội Liên Xô. Chính quyền Romania bị chia rẽ thành 2 phái. Phái chủ hòa do Vua Mihai I đứng đầu được các lực lượng cánh tả Romania ủng hộ yêu cầu chấm dứt chiến tranh và đứng về phía Đồng minh. Phái chủ chiến do Thống chế - Thủ tướng Ion Antonescu cầm đầu tiếp tục hợp tác với nước Đức Quốc xã chống lại Liên Xô và đồng minh.
Tại Hungary, chính quyền thân Đức đã ra lệnh tổng động viên toàn quốc. Quân đoàn Hungary được cải tổ thành Tập đoàn quân Hungary đặt dưới sự chỉ huy của các tướng lĩnh Đức. Ngày 19 tháng 3, 12 sư đoàn Đức tiến vào Hungary để chuẩn bị tác chiến trên tuyến 2 của Cụm Tập đoàn quân Bắc Ukraina. Tại Slovakia, các lực lượng kháng chiến chống Đức Quốc xã cũng xúc tiến chuẩn bị khởi nghĩa. Ngày 10 tháng 4 năm 1944, tại Chernovtsy, Lữ đoàn độc lập Tiệp Khắc 1 đã được tổ chức lại thành Quân đoàn Tiệp Khắc một trong thành phần Phương diện quân Ukraina 1 (Liên Xô).
Việc quân đội Liên Xô tiến đến cửa ngõ Balkan cũng làm cho chính phủ Thổ Nhĩ Kỳ bắt đầu thay đổi thái độ. Họ giảm dần mức độ quan hệ với nước Đức Quốc xã. Tháng 4 năm 1944, Thổ Nhĩ Kỳ cắt nguồn cung cấp quặng Crom cho nước Đức Quốc xã. Tháng 6 năm 1944, họ bắt giữ hai tàu chiến Đức đang đi qua eo biển Dardanelles và đến ngày 2 tháng 8 năm 1944, Thổ Nhĩ Kỳ tuyên bố cắt đứt hoàn toàn quan hệ với nước Đức Quốc xã.

#### Về quân sự
Chiến dịch Uman–Botoşani đã tạo điều kiện cho Phương diện quân Ukraina 3 hoàn thành việc giải phóng Odessa. Trong khi các tập đoàn quân cánh phải của Phương diện quân Ukraina 3 còn đang bị kẹt lại ở hạ lưu sông Nam Bug 8 ngày sau khi thực hiện Chiến dịch tấn công Bereznegovatoye–Snigirevka thì các tập đoàn quân cận vệ 5 và 7 vẫn hoàn thành nhiệm vụ đánh chiếm Pervomaisk và tự yểm hộ cánh trái cho mình. Họ đã giúp Tập đoàn quân 57 đánh chiếm Konstantinovka và tổ chức vượt sông, đánh chiếm các đầu cầu, giúp Cụm kỵ binh cơ giới Pliev và Quân đoàn xe tăng 23 có điều kiện thuận lợi để vượt sông và triển khai chiến dịch Odessa.
Chiến dịch này cùng với Chiến dịch Krym (1944) đã đưa đến một hệ quả khác về quân sự là việc thay đổi tướng lĩnh chỉ huy của các bên. Nguyên soái I. S. Konev được điều đến chỉ huy Phương diện quân Ukraina 1 thay Nguyên soái G. K. Zhukov trở về với cương vị Phó Tổng tư lệnh tối cao. Đại tướng R. Ya. Malinovsky từ Phương diện quân 3 đến thay I. S. Konev. Đại tướng F. I. Tolbukhin thay R. Ya. Malinovsky chỉ huy Phương diện quân Ukraina 3. Trong quá trình chiến dịch Krym, Phương diện quân Ukraina 4 được thu gọn lại thành Tập đoàn quân độc lập Duyên hải. Bộ khung chỉ huy của nó được điều đến mặt trận trung tâm để thành lập Phương diện quân Byelorussia 2 (lần thứ hai). Phía Đức Quốc xã cũng có những thay đổi. Ban đầu, tướng Ferdinand Schörner chỉ huy Cụm tập đoàn quân Nam Ukraina. Nhưng đến 20 tháng 7 năm 1944, ông này được điều đến chỉ huy Cụm tập đoàn quân Bắc đổi chỗ cho tướng Johannes Frießner đến chỉ huy Cụm Tập đoàn quân Nam Ukraina.
Nhiều quân đoàn, sư đoàn Đức bị thiệt hại nặng đã làm cho Bộ Tổng tư lệnh Lục quân Đức phải rút ra, tái trang bị, phục hồi và bố trí lại lực lượng. Quân đoàn bộ binh 47 được rút về lực lượng dự bị, được tổ chức lại thành Quân đoàn xe tăng 47 và bố trí ở Normandy (Bắc Pháp). Quân đoàn xe tăng 40 sau khi tái trang bị được điều đến Cụm tập đoàn quân Trung tâm. Tháng 4 năm 1944, Quân đoàn bộ binh 4 bị thiệt hại nặng phải giải thể. Đến ngày 10 tháng 10 bộ khung của nó được cải tổ và tái trang bị thành Quân đoàn xe tăng 4 bố trí ở Budapest.
Tình huống chia cắt đã buộc Bộ Tổng tư lệnh Lục quân Đức phải rút bớt quân ở Balkan để ném ra tuyến biên giới Romania đã tạo điều kiện cho Quân đội giải phóng Nam Tư của Nguyên soái Josip Broz Tito đẩy mạnh chiến tranh du kích và giải phóng nhiều vùng thuộc Serbia, Khrvatya, Hersegovina và Bosnia.
Các nước đồng minh Anh, Mỹ cũng bắt đầu quan tâm đến tình hình Balkan và tăng cường hơn các quan hệ với quân đội Liên Xô cũng như các lực lượng kháng chiến. Lính biệt kích Anh đã đổ bộ lên Hy Lạp và bắt đầu giúp đỡ quân kháng chiến vùng Macedonia. Không quân Mỹ bắt đầu các cuộc ném bom xuống Ploiești, Bucarest, Athens. Hải quân Anh cũng đồng ý cho quân đội Liên Xô sử dụng sân bay dã chiến tại Bari (Ý) trong việc thực hiện các phi vụ ném bom đường dài và tiếp tế cho du kích Nam Tư. Đổi lại, quân đội Liên Xô cũng đồng ý cho không quân Mỹ sử dụng sân bay Poltava để tái trang bị và tiếp nhiên liệu cho các máy bay ném bom tầm xa B-17 thực hiện các phi vụ ném bom xuống nước Đức.